# Led Zeppelin
Led Zeppelin (Лед Зе́ппелін, походить від англ. Lead Zeppelin — «свинцевий дирижабль») — англійський рок-гурт, який вважається одним із засновників хардроку та хеві-металу.
Попри своє фактичне розформування 40 років тому внаслідок смерті ударника Джона Бонема у 1980 році, Led Zeppelin досі високо шанується за музичні досягнення, нестандартність, комерційний успіх і широкий вплив. Гурт продав понад 300 мільйонів альбомів у світі, включно із 112 мільйонами в США. Усі їхні студійні роботи, що не були компіляціями, потрапили в Top-10 часопису Billboard (США). Led Zeppelin є першими у списку 100 найвизначніших хардрокових виконавців від VH1. Журнал Rolling Stone визначає Led Zeppelin як «найважчий гурт усіх часів» і «найвизначніший гурт 70-х». 1995 року Led Zeppelin уведені до Зали слави рок-н-ролу, 2005-го отримали Греммі (англ. Grammy Lifetime Achievement Award) за значний внесок у розвиток музики, а в травні 2006-го — Polar Music Prize (музичний аналог Нобелівської премії).

## Історія гурту

### Заснування
Рішення Джеффа Бека організувати власний колектив спричинило остаточний розпад «The Yardbirds» вісім місяців потому — 7 липня 1968 року. Отож гітарист Джиммі Пейдж, який мав усі права як на бренд гурту, так і на його концертні зобов'язання, мусив хутко віднайти нових побратимів. Разом із Пітер Ґрант, який до цього також працював із квінтетом, який розбігся, він розпочав пошук. Пейдж мав тоді репутацію сесійного гітариста. Його вже бачили в таких командах, як The Who, The Kinks, Donovan та багатьох інших, тож заклик музиканта не залишився поза увагою. Першим, кого запросили, став бас-гітарист Джон Пол Джонс (Пейдж познайомився з ним у квітні 1968 року під час співпраці з Donovan). Він прочитав статтю в журналі Disc і за порадою дружини зателефонував Пейджу.

Перший кандидат на роль вокаліста — Террі Рід (він, як з'ясувалося, вже був пов'язаний контрактом із менеджером Міккі Мостом) порекомендував Пейджу молодого бірмінгемського співака Роберта Планта, відомого за участю в гуртах Band of Joy та Obs-Tweedle. Побувавши влітку того самого року на концерті останніх у Волсоллі, Ґрант та Пейдж були в захваті. Джиммі найбільше вразило виконання солістом «Somebody to Love» з доробку Jefferson Airplane.
Від цих первісних завивань мені зробилося моторошно. Це був той самий голос, який я шукав. Він співав уже кілька років і при цьому лишався практично невідомим. Як таке могло статися, мені досі невтямки.
— згадував він. Компаньйони мигцем надіслали співакові запрошення до складу нового гурту. Плант нараз погодився.
Незабаром Пейдж запросив Планта на власний катер. І пливучи Темзою, молодики ділилися один з одним своїми музичними вподобаннями. Виявилося, Плант глибинно знає американський кантрі-блюз (його улюбленими виконавцями були Скіп Джеймс, Букка Вайт, Мемфіс Мінні) та закоханий у міфологію «Володаря перснів» (звідси й назва гурту «Obs-Tweedle»). Це приємно здивувало Пейджа. Він зіграв на гітарі «Babe I'm Gonna Leave You», пісню з репертуару американської бардки Джоан Баез і розповів, що волів би в цій пісні показати світлі й темні боки — гранично контрастно, у геть новому контексті.
| Ми ніби користувалися однією колодою карт. Одразу-бо відчувається, коли перед тобою людина, що прочинила найзаповітніші двері трохи ширше од інших. Такою людиною був Джиммі. Як він убирав у себе ідеї, як при цьому тримався, — усе це було незрівнянно вищим за все, з чим мені доти доводилось стикатись. На мене він справив якнайсильніше враження. — Роберт Плант, інтерв'ю. — 2006. |

Опісля, вдома в Пейджа, вони продовжили вивчати смаки один одного, прослуховуючи записи Бадді Гая, The Incredible String Band та Мадді Вотерса.
Тепер хлопцям потрібен був драмер, на місце якого Пейдж розглядав різних сесійних перкусіоністів: Клема Каттіні (англ. Clem Cattini), Ейнслі Данбара (англ. Aynsley Dunbar), Бі Джея Вілсона з Procol Harum, Джинджера Бейкера з Cream. Серед інших кандидатур був і такий собі Пол Френсіс (англ. Paul Francis). Новоспечений фронтмен радив свого товариша із Band of Joy — молодого ударника з Реддіча Джона Бонема. У червні 1968 року Пейдж і Ґрант, захоплені виступом Бонема в складі гурту Тіма Роуза на концерті в Гампстеді, запропонували йому співпрацю. Барабанщик, який вважав The Yardbirds «гуртом із минулого, що не має майбутнього», попервах був скептичний; окрім того, він уже отримав цікаві пропозиції від Джо Кокера й Кріса Фарлоу. Планту довелося надіслати 8 телеграм у волсоллський паб «Three Men in a Boat», де Бонем частенько бував; 40 телеграм туди ж скерував і Ґрант. Урешті-решт ударник пристав на пропозицію, вирішивши, що музика нового гурту набагато цікавіша за все, що виконували на той час Кокер і Фарлоу.

У вересні 1968-го четвірка відбула свої перші репетиції в невеличкій кімнатці квартири, розташованій під музичною крамницею на Джерард-стріт у лондонському Сохо. Пейдж запропонував зіграти «Train Kept A-Rollin'», — трек із репертуару Yardbirds, популярний у рокабілі-версії Джонні Бернетта.
Ледве-лишень заграв Джон Бонем, як ми дібрали: гряде щось видатне. Із ним ми негайно зімкнулись у єдине ціле.
— згадував Джон Пол Джонс. Часопис Kerrang! так змальовував першу репетицію гурту:

### Перші виступи
За три тижні після тієї доленосної репетиції колектив під назвою «The New Yardbirds» дав свій перший концерт у копенгагенському клубі Gladsaxe Teen. Пітер Ґрант підписався на восьмиконцертний тур Скандинавією ще до того, як The Yardbirds розпались, і тепер він та Джиммі Пейдж вирішили не касувати виступи, а використовувати їх з тренувальною метою. Водночас гітарист згодом зізнавався, що дуже нервувався: «Ми дійсно були збентежені, маючи за спиною лише близько 15 годин спільних репетицій».

Повернувшись додому, хлопці допомогли Пі Джею Пробі в останній студійний день роботи над його альбомом.
Я просто попрохав їх зіграти що-небудь, поки не придумаю текст. Тоді вони не були ще Led Zeppelin. Вони називались The New Yardbirds і збирались стати моїм гуртом.
— згадував Пробі. Справді, в альбомі співака «Three Week Hero» (1969) є попурі «Jim's Blues/George Wallace Is Rollin' In This Mornin'», де йому акомпанують усі учасники Led Zeppelin, включно з Плантом на губній гармоніці. Уже за 12 діб по завершенні скандинавського туру квартет у лондонській Olympic Studios став до запису дебютного альбому.

#### Назва «Led Zeppelin»
Вважається, що свою нову й всесвітньо відому назву «Цеппеліни» отримали з легкої руки ударника The Who Кіта Муна. Якось він пожартував, що новий проєкт Пейджа «полетить, як „свинцевий дирижабль“ (англ. Lead Zeppelin)». Джиммі, не довго мудруючи, змінив назву команди на «Led Zeppelin» (літеру «а» прибрали за порадою менеджера гурту — Пітера Ґранта — оскільки, за його словами, «ці тупі американці (англ. thick Americans) прочитають назву гурту як Лід Зеппелін»). Однак пізніше Джон Ентвілст, басист того самого ансамблю, стверджував, що ця історія — не більш як легенда: ідея насправді належала йому, причому він планував так назвати власний сольний проєкт, про що розповів Річардові Коулу, гастрольному менеджеру (спочатку The Who, а відтак The Yardbirds), який, власне, переказав це Пейджу.
Журнал Kerrang!, уточнюючи хронологію подій та імена учасників, Ентвістла згадував мигцем, ніяк не підтверджуючи його версію:

Сам Пейдж на питання Дейва Шулпса з Trouser Press про те, хто ж із двох усе ж запропонував назву, відповідав:
Мун, без сумніву, хоч би що щодо цього каже Ентвістл… Ба більше, я цілковито переконаний у тому, що Річард Коул спитав у Муна дозволу на використання назви. Просто Ентвістл був засмучений тим, що ті, перші «Led Zeppelin» так і не злетіли.

#### Контракт з Atlantic Records
15 жовтня 1968 року в Університеті міста Гілфорд, що в графстві Суррей, відбувся перший концерт, на афішах якого був напис «Led Zeppelin». Гонорар за виступ становив 150 фунтів стерлінґів. В організацію першого британського турне гурту Пейдж вклав власні заощадження (вельми скромні), зароблені в Yardbirds, а персонал який мав обслуговувати їх, як він згадував, налічував одну людину. Концерт у лондонському клубі «The Roundhouse» 9 листопада став святковим: він був присвячений весіллю Роберта Планта.
У листопаді 1968 року Ґрант виклопотав для своїх протеже величезний аванс у розмірі 200 000 доларів у компанії Atlantic Records (нечувана на той час сума для музикантів-початківців). Доти лейбл надавав перевагу виконавцям блюз-року, джаз-року та соул, але вже наприкінці 60-х років звернув увагу на прогресивний рок. Поширена думка, що з Led Zeppelin ця корпорація зв'язалася за порадою Дасті Спрінґфілд, дуже популярної співачки 60-х. Проте Джиммі Пейдж стверджував, що Atlantic давно мріяли переманити їх до себе:

#### Перше американське турне
Невдовзі Пітер Ґрант вирішив, що його підопічним необхідно виступити в Америці. Він скористався тим, що The Jeff Beck Group скасували тур на підтримку Vanilla Fudge (гурту, що також записувався на Atlantic Records), зателефонував організаторам концертів і запропонував натомість новий гурт, а заручившись згодою, доручив Річардові Коулу провести це міні-турне. 23 грудня Коул зустрів гурт у Лос-Анджелесі, розмістив гастролерів у готельному номері «Шато-Мормон» на Сансет Стрип і негайно влаштував концерти в кількох популярних клубах, зокрема, у «Whiskey a Go Go». 26 грудня Led Zeppelin офіційно дебютували на американській сцені в Денвері, центральному місті штату Колорадо (їх запросив промоутер Баррі Фей), зігравши з Vanilla Fudge, Taj Mahal як гурт, що відкриває концерт. Місцеву пресу виступ не вразив; несхвальною була й реакція часопису Rolling Stone.
Гурт вилетів до Каліфорнії і там зчинив фурор концертами в сан-франциській залі Filmore Auditorium, де, виступивши на розігріві, затьмарив визнаних зірок, Taj Mahal та Country Joe and the Fish. На фінальному концерті туру в залі Filmore East 31 січня Iron Butterfly навіть відмовилися після Led Zeppelin виходити на сцену. Пейдж згадував, як «…зі сцени відчував, що з публікою відбувається щось надзвичайне… Немовби в залі перед тим був вакуум, і ми з'явилися щоб його заповнити».

### Ранні кроки (1968—1970)
Робота над дебютним альбомом почалася восени 1968 року у лондонській студії Olimpic Studios ще за старої назви колективу. Для Планта це був перший досвід роботи у професійній студії звукозапису. «Звук був напрочуд важким і снажним… Мій голос тоді був поганеньким, проте наш ентузіазм у поєднанні з відмінним звучанням гітари Джиммі… це було просто забійно», — згадував вокаліст.
Гурт успадкував кілька пісень від The Yardbirds: «Dazed and Confused» та «How Many More Times». «Babe, I'm Gonna Leave You», за пропозицією Роберта Планта, таки запозичили в Джоан Баез. Це породило безліч пересудів про плагіат Пейджа, але останній був одним з авторів цих пісень. А, оскільки, гурт розпався, він мав повне право включати ці композиції до свого репертуару. Окрім цих пісень до лонґ-плею увійшли ще 6 речей, які були створені під час запису в студії. Пейдж говорив, згодом, що навмисно склав альбом із матеріалу, добре обіграного під час скандинавських гастролей До пісенних аранжувань ввійшли деякі студійні імпровізації, але обшири їхні свідомо вирішили звести до мінімуму.
Альбом нарекли просто — Led Zeppelin. Він вийшов 17 січня 1969 року в США та 28 березня 1969 року у Великій Британії.

На відміну від The Beatles чи The Rolling Stones, Led Zeppelin не мали студійного ментора (на кшталт Джорджа Мартіна або Джиммі Міллера). Музичним мозком гурту став Джиммі Пейдж, у якого накопичилася безліч нових ідей ще з доби Yardbirds.
Там мені дозволялося багато імпровізувати на сцені, і я почав поступово писати «щоденник нових ідей», який згодом використовував у Zeppelin. Але крім старих ідей виникла нова: на ґрунті акустичних звукових полотен створити звучання, у якому б поєдналися блюз, хардрок та акустика — з потужними рефренами, що все це вінчатимуть. Музика, у якій було б громаддя кольорів та відтінків.
— пізніше згадував він. Пейдж постійно експериментував із звуком і проявив себе як продюсер-новатор, самостійно вибудувавши унікальне звучання Led Zeppelin, винайшовши й зреалізувавши нові студійні ефекти (зокрема, «випереджальну луну»).
Важкий блюз-рок, який уже до того часу грали Cream, The Jimi Hendrix Experience тощо, дістав абсолютно інше трактування. Led Zeppelin I був визнаний поворотним пунктом для хардроку й хеві-металу, які у цьому альбомі дістали новий шлях поступу. Навдивовижу високий вокал Планта, новаторська робота Пейджа, який витворив власний неповторний стиль загострено-забійного рифу, віртуозний бас та потужні барабани створили ще іншу гілку рок-музики — хардрок (англ. hard rock — «важкий рок»). Саме з цього альбому варто розпочинати відлік ери цього стилю.
Успішне американське турне зробило свою справу: замовлення на платівку становили 50 тисяч примірників, а до 1975 року його прибутки склали 7 мільйонів доларів. Дивоглядний факт з'яви альбому вражає: записаний усього за 30 годин за 1750 фунтів стерлінгів (за свідченням Пітера Ґранта), він зробився одним із найпопулярніших в історії, здобувся на 10 місце в Billboard 200 та на 6 в UK Albums Chart й став мультиплатиновим, як і майбутні твори гурту.
Критики, назагал, зустріли альбом м'яко, втім деякі видання, як-от тижневик Rolling Stone, звинуватили гурт у занадто фривольному поводженні з класикою блюзу, яке межувало з плагіатом, що започаткувало багаторічну війну гурту з «Четвертою владою», яка лише загострювалась, з огляду на агресивну тактику Ґранта. Попри це, до моменту початку роботи над другим альбомом, керівництво Atlantic Records, що раніше тримало Led Zeppelin у фаворі, за словами Пейджа, «остаточно впало в екстаз» від гурту.
Найбільшої популярності набули такі пісні як: «Dazed and Confused» (слухатиⓘ), «Good Times Bad Times» (слухатиⓘ) та «Communication Breakdown»

#### Записи на телебаченні та радіо
Завершивши у лютому європейський тур, Led Zeppelin 21 березня дали єдиний концерт для британського телебачення, виконавши «Communication Breakdown» у програмі BBC-2 How Late It Is. Два дні потому квартет записався на радіо у передачі Джона Піла Top Gear. По короткому відпочинку у квітні гурт вирушив у друге американське турне. Якщо перша поїздка виявилась збитковою, то повторна принесла (після підрахунку всіх видатків) прибуток на суму 150 тисяч долярів.
Після повернення гурт запросили 27 червня виступити на BBC-1 у лондонському залі Playhouse Theatre для телепрограми «In Concert». Зігравши на фестивалі блюзу та прогресивного року у Баті, Led Zeppelin дали тріумфальний концерт у лондонському Роял Альберт Холлі, після якого значно покращилося ставлення до гурту на Батьківщині. Відбувши червень удома, гурт 5 липня почав треті американські гастролі виступом на поп-фестивалі в Атланті, Джорджія. За рік свого існування гурт уже мав у своєму активі чотири американські й чотири британські концертні турне (з 139 концертів лише 33 відбулися в Британії), за об'єктивних обставин пропустивши тільки Вудсток.
17 жовтня, розпочавши четвертий американський тур. Led Zeppelin став першим рок-гуртом в історії, який запросили виступити в нью-йоркському Карнеґі-холі. Поскрізь не лише на глядачів, а й на музичних критиків справила враження свобода творчості, що царювала на сцені. Жоден виступ команди не скидався на попередній; композиції постійно видозмінювались у перебігу імпровизацій. Роберт Плант згадував:
|  | До «How Many More Times» неодмінно входили «As Long As I Have You» Мемфіс Мінні чи «Fresh Garbage» Spirit, плюс ще мільйон пісенних шматочків виповзали звідкилясь з нетрів. У цьому й полягала краса Led Zeppelin, я вважаю. «Whole Lotta Love» ставала поступово еквівалентом «How Many More Times» завдяки розлогим мідл-секціям. Є бутлеги, які справді радісно слухати — як «Smokestack Lightning» переходить у «Hello Mary Lou», а ми підкидуємо один шматок за другим з речей, які ніколи не репетирували. На деяких концертах я починав співати що-небудь — просто аби дізнатися, чи відомі решті акорди. Це була свого роду жива енциклопедія: на здогад — я знаю оцю пісню, давній бі-сайд Ларрі Вільямса, а ви?І починалося! Подекуди ми грали дуже дивні речі: «Dazed & Confused» змінювалася постійно в кожній зі своїх частин... Стоячи збоку за лаштунками с сигаретою, я думав: Боже милий, це ж чудово!Оригінальний текст (англ.) 'How Many More Times' always included 'As Long As I Have You' by Memphis Minnie and 'Fresh Garbage' by Spirit, a million other songs creeping out of woodwork. That was the beauty of Led Zeppelin, I guess. 'Whole Lotta Love' would become the equivalent of 'How Many More Times' for the extended mid sections and some of the bootlegs are really glorious to hear, how we went from 'Smokestack Lightning' into 'Hello Mary Lou', dropping bit by bit without even rehearsing. Some nights I'd try and sing things just to see if anybody knew the chords. It was a kind of encyclopaedia, like - I know the song, that's an old Larry Williams B-side, do you? - and off we go! It times we were playing really odd stuff, especially 'Dazed & Confused' - it was changing all over the place moving left right and center, weaving around... I used to stand with cigarette at the side of the stage and think: My goodness me, this is remarkable. |

Однак, концерти гурту в США практично не рекламувалися. Поголос про нього ширився, як писав згодом К. Кроу, «не через друкарські видання, а за теревенями на задніх сидіннях автомобілів, телефоном чи радіо».

#### Led Zeppelin II
Альбом «Led Zeppelin II» записувався у кількох американських студіях, — за тим як колектив просувався країною. Хлопці безперестанно гастролювали, відчувалася нестача свіжого матеріалу, тому більшість пісень було перероблено з концертної програми, використовуючи блюзові та рок-н-рольні стандарти (щонайменше три треки, — «Whole Lotta Love», «The Lemon Song», «Bring It On Home», — вибудовані на основі блюзових стандартів, що входили в тогочасний репертуар гастролерів). Проте вони насичені цікавими розгорнутими інструментальними соло, збудовані на простих та яскравих рифах, переробках класичних блюзових мелодій. Платівка вийшла важкою, брутальною та абсолютно прямолінійною.
Вона містила щонайменше три хіти, які гурт виконував на всіх своїх концертах: «Whole Lotta Love», «Heartbreaker» та «Moby Dick». «Whole Lotta Love» (слухатиⓘ) стала першим хітом і посідає 75 місце в списку найкращих п'ятисот пісень за всю історію музики. Джиммі Пейдж назвав її «грубою та некультурною піснею».
Всупереч небажанню музикантів, які вбачали свої творіння «неподільними», Atlantic Records випустили скорочений варіант (до 3:10) пісні для радіо, у той час як на концертах вона виконувалася по 20 хвилин. Колектив і Пітер Ґрант не раз заявляли, що цей сингл не є офіційним релізом (до речі, з «Whole Lotta Love» був пов'язаний і інший скандал: вона була обробкою давньої пісні Віллі Діксона, ім'я якого на позначення авторства ніде не спогадали. Компанія Chess Records 15 років потому позивалася на гурт до суду й виграла справу).

Заслуговує на увагу і «Heartbreaker» — потужна хардрокова композиція з чудовим соло всередині. Під час свого інтерв'ю Guitar World Джиммі Пейдж розповів, як народилось це соло:
Я хотів зробити щось незвичайне, несподіване. Проте, найголовніше те, що це соло з'явилося вже після запису „Heartbreaker“. Воно пішло, так би мовити, навздогін. Я записав його в іншій студії та вставив до середини пісні. Мабуть ви помітили, що гітара звучить трохи інакше.
Також, як далі каже музикант, «це соло було написано на місці», а не раніше. Пісня входить до п'ятисот найкращих пісень за всю історію музики, за версією часопису Rolling Stone. «Moby Dick» — цікаве барабанне соло. На початку та в кінці супроводжується гітарою Пейджа. Барабанні соло рідкість у музиці, тому ця композиція належить до одних із найкращих у доробку «Свинцевого Дирижабля». Дуже часто виконувалася на концертах та розтягувалася на 20 хвилин.
У цьому ж альбомі свій поетичний хист проявив соліст Роберт Плант. «What Is and What Should Never Be» та «Thank You» стали ліричними успіхами гурту. У «Ramble On» вперше вбачається зацікавленість Пейджа і Планта скандинавською міфологією, творчістю Толкіна та містикою.
Спонтанно створений, імпровізований альбом вийшов 22 жовтня 1969 року, і вже наступного дня став золотим (було подано більше півмільйона поштових замовлень). За три тижні він посів 2-ге місце в списках Billboard 200, а відтак став першим, відтіснивши бітлівський «Abbey Road», та протримався на верхівці сім тижнів. Альбом очолював також і братинські чарти. Він і досі посідає місце в сотні найкращих рок-платівок «Біллборду», і здобувся за цей час на друге місце в переліку альбомів, які найкраще продаються у США.
За підсумками 1969-го Британія визнала Led Zeppelin найкращим гуртом року, а Роберт Плант став співаком року. Саму платівку визнано найкращою роботою року.

#### Перепетії і курйози
1970 рік Led Zeppelin відкрили британськими гастролями, під час яких дали концерт у лондонському Роял Альберт Холлі, відомому ще й тим, що саме там Пейдж познайомився з французькою моделлю Шарлоттою Мартен, із якою мав довгий і бурхливий роман. У лютому Роберт Плант, дорогою на концерт гурту Spirit, потрапив в автомобільну аварію, та встиг видужати до початку європейських гастролей.
Вони стартували з неприємного інциденту: напередодні першого ж концерту в Копенгагені Єва фон Зеппелін, дальня родичка винахідника та піонера в будуванні дирижаблів графа Фердинанда фон Цеппеліна, погрожувала гуртові, що забере право на використання фамільної назви через суд. Тож аби не дражнити долю, 28 лютого 1970 року Led Zeppelin виступили перед приголомшеними данцями під назвою The Nobs, обігравши таким чином ім'я свого європейського промоутера Клода Нобса.
У квітні 1970 року Led Zeppelin вирушили в п'яте американське турне, за підсумками якого заробили (за підрахунками «Дейлі міррор») 800 тисяч доларів. Програму довелось скоротити (замість 29 концертів відбувся 21), щоб устигнути на фестиваль у Баті (англ. Bath Festival of Blues and Progressive Music), де гурт ділив сцену з Jefferson Airplane, Frank Zappa and the Mothers of Invention, The Byrds, Santana й іншими відомими виконавцями.

#### Led Zeppelin III
Відбувши ще кілька коротких серій концертів у США, де кожний виступ тривав по 3—4 години через довгі імпровізації, гурт узяв творчу відпустку для роботи над третім альбомом, — уперше за 2,5 роки практично безперервних гастролів. Плант запропонував Пейджу гайнути з ним до, розташованого в горах, обійстя, щоб знайти натхнення на природі. «Я подумав: написати кілька каліфорнійських, сан-франциських блюзів ми зможемо, перебуваючи лише в цілковито особливому місці», — говорив Плант. Музиканти усамітнилися на Півночі Уельсу, оселившись у відлюдненому котеджі Брон-ер-айр (англ. Bron-Yr-Aur, у перекладі з валійської — «золоті перса»; на конверті альбому, що з'явився, допущено помилку в назві треку «Bron-Y-Aur Stomp»). Роботу, яку тут почали у мобільній студії Rolling Stones, продовжили у маєтку Гелді Ґрейндж і завершили в жовтні 1970 року. Джиммі Пейдж описував атмосферу, у якій народжувався альбом:
|                                     | Умиротвореність місцини, власне, й задала тональність усьому альбому. Звісно, ми не стали б тут гуркотіти своїми стоватними «Маршалами». Я грав і цікавився й перед тим класичною гітарою, тож у котеджі, де не було електрики, — пришов час акустики. Нам і на думку не спало від неї відмовитися, адже це збіглося із змінами <в стилі> гурту. Найменше ми могли очікувати, що за це нас розгромлять у пресі.Оригінальний текст (англ.) It was the tranquility of the place that set the tone of the album. Obviously, we weren't crashing away at 100 watt Marshall stacks. Having played acoustic and being interested in classical guitar, anyway, being in a cottage without electricity, it was acoustic guitar time. It didn't occur to us not to include it on the album because it was relative to the changes within the band. We didn't expect we'd get trashed in the media for doing it. |
| — Джімми Пейдж, Trouser Press, 1975 | |

Еклектичний, значною мірою акустичний Led Zeppelin III вийшов за настроєм пасторальним. Альбом увійшов у верхівки чартів США та Британії. Критики розгромили його, назвавши найгіршим. Проте, згодом «реабілітували» й визнали класикою. Найкращими композиціями вважаються «Immigrant Song», «Tangerine», а також блюз-рокова «Since I've Been Loving You». У переліку найліпших пісень Пейдж відзначав також «That's the Way»: він гадав, що саме в цій історії сонячної дружби двох хлопчиків (і водночас — алегорії перших вражень учасників гурту від Америки) Плант уперше проявив себе видатним автором текстів.
«Immigrant Song» (слухатиⓘ) становить собою справжню хардрок-машину, у якій штудерно сполучилися високий вокал, глухий гуркіт бас-гітари й чергування ритм- та соло-гітари. Вона стала улюбленою піснею японських фанатів. Ця ж пісня оповила гурт ореолом загадковості: після цього вбивчо-моторошного «морського маршу» вікінґів (з погрозливим «we are you overlords…» («укр. ми ваші володарі»)), преса часто натякала на окрімну зацікавленість четвірки скандинавським фольклором, часто пов'язуючи його з правими поглядами (які невідь-чому тоді приписали музикантам та їхньому менеджеру). Якоїсь миті Atlantic Records забажали випустити трек синглом, але Пітер Ґрант заявив: якщо повториться історія з «Whole Lotta Love», то лейбл втратить гурт назавжди, — і переміг.
У липні Led Zeppelin дали концерт у Мілані (на велотреку Віґореллі), що запам'ятався їм назавжди: після сутичок юрби та поліції (яка використовувала сльозогінний газ) уся їхня апаратура виявилася потрощеною. Опісля гурт вирушив на гастролі до Японії (до цього часу «Immigrant Song» очолила місцевий хіт-парад), Канади й США.
19 вересня, завершивши американські гастролі концертом у Медісон-сквер-гарден, гурт повернувся на Туманний Альбіон. За тиждень, видання Melody Maker проголосило Led Zeppelin переможцем у категорії «Найкращий гурт світу», де до цього шість років беззміно царювали The Beatles. У жовтні золоті диски учасникам гурту вручив секретар Державної ради Ентоні Ґрант, що подякував музикантам за «Істотний внесок в оздоровлення експортного балансу країни». Однак, у листопаді 1970 року Atlantic Records зробила гуртові неприємний сюрприз, випустивши без її дозволу сингл «Immigrant Song» («Hey Hey What Can I Do» стала єдиним в історії Led Zeppelin b-сайдом). Поза тим, що вище підіймався гурт до світового визнання, то щільніше його оточували плітки й домисли наймоторошнішого змісту. 1971 року Джиммі Пейдж придбав маєток Болескін-хаус (англ. Boleskine House), де до 1913 року мешкав одіозно відомий Алістер Кроулі.
У той час Джиммі мав у Лондоні свою власну книгарню, яка спеціалізувалася на окультній літературі, та володів другою у світі за обсягом колекцією публікацій Кроулі. Існує думка, що Пейдж був послідовником і практиком «секс-магії» (англ. Sex Magick), та загадковим чином використовував її у своїй музиці. Пізніше, коли учасники гурту пережили низку особистих трагедій, з'явилася чутка про те, що таким чином постраждалі розплачувалися з «темними силами» за містичні експерименти Пейджа, який дозволяв собі загравати з потойбіччям.

### Led Zeppelin IV
Ще до виходу четвертого альбому імідж гурту абсолютно змінився: кумири молоді з'являлися на сцені в розкішних шатах і прикрасах. Музиканти розкошували: замість гастрольних фургонів придбали собі літака («The Starship»), замовляли великі секції в готелях, замість окремих номерів (найпаче в лос-анджелеському «Контінентал Хаят Хаус»), де під орудою Бонема та гастрольного менеджера Річарда Коула часто відбувалися дикі та іноді моторошні оргії, що утворили безліч пліток, а також цілу «галузь» цеппелінівської міфології. Либонь, найскандальніший епізод (за участю рудої-ґрупі й щойно виловленої з ріки рибки-луціана) був у сіетлівському готелі «Еджуотер Інн» та увійшов в історію під назвою «Red snapper incident». Ці витівки вважалися «доказами» того, що учасники гурту схильні до жорстокості, а також садизму.

Навіть гастрольні тріумфи не змогли розпорошити ту вовкувату атмосферу, яка згущувалася навколо гурту. Отак це описав журнал Rolling Stone:
Гастролі Led Zeppelin справляли дивне враження: з одного боку — багатотисячний натовп фанів, блискучі лімузини, найкращі готелі; з іншого — атмосфера підозрілості, недомовок, вічне відчуття якоїсь відторгненості. Із певного часу на гурт наклали тавро шолудивої вівці англійського хардроку. Щойно гурт вирушав у турне, їм як навперейми випускали Rolling Stones. Перші мали явну перевагу над другими та будь-якої миті могли це довести, але… з газетних репортажів здогадатися про це було не так уже й просто. У ті роки гурт штучно притримували в тіні.
Роботу над четвертим альбомом гурт розпочав у лондонській студії Island Studios, продовжив у Брон-ер-Айр та завершив у Гедлі Ґрейндж із стоунівською Mobile Studio. Led Zeppelin IV (абож: The Fourth Album, Four Symbols, Zoso, Runes, Sticks, Man With Sticks) вийшов 8 листопада 1971 року. Оформлення, у якому вийшла платівка, менеджер гурту Пітерг Ґрант кілька місяців обстоював в Atlantic. Замість назви альбому та імені виконавця на зворотному боці обкладинки були лише чотири рунічні символи. На те, що платівка належала саме Led Zeppelin вказувало ім'я продюсера — Джиммі Пейдж. Із боку музикантів це був виклик ЗМІ, які створили дуже негативний образ гурту та вважали його популярність штучно роздмуханою.
Саме у цьому альбомі чітко відбилося захоплення митців фолк-музикою, наприклад у пісні «The Battle Of Evermore», яку записали разом із Сенді Денні. Проте, розвій отримали хардрокові тенденції, найпаче в піснях «Black Dog» (слухатиⓘ) та «When The Levee Breaks».

Обидві лінії ідеально поєдналися в пісні, яка стала легендою — «Stairway to Heaven» (слухатиⓘ). Вона займала перші місця в хіт-парадах англомовного радіо, дарма що не вийшла у форматі синґлу. Досьогодні в її словах шукають зашифровані послання, однак текст композиції складений із фразеологічних уривків, буцімто взятих з іншого, повнішого першотвору. Самі музиканти оцінювали її по-різному. Плант, що написав текст, як він сам казав, за мотивами книги Льюїса Спенса «Мудрація магії в кельтській Британії», ставився до популярності «Stairway to Heaven» іронічно, гадаючи, що місце в історії їй забезпечила, передовсім, двозначність, що дозволила всім охочим тлумачити текст по-своєму. Пейдж, напроти, вважав композицію «квінтесенцією Led Zeppelin» та своїм вершинним творчим осягом («…Що ж до тексту Боббі — це взагалі річ у собі. Фантастика!»), так характеризуючи її музичні особливості:
Я написав Stairway to Heaven, поєднавши цілу купу фрагментів, які були створені окремо. І одна з основних настанов, які я ухвалив, була така, що темп увесь час, від початку до кінця, має зростати. Так я свідомо порушив музичні правила, які вимагають не пришвидшувати, а сповільнювати його.
Під сильним враженням від композиції перебував і Джон Пол Джонс. Окрім цікавої лірики кульмінаційним моментом пісні є чудове гітарне соло, яке вважається найкращим за всю історію року.
Led Zeppelin IV вважається одним із найкращих альбомів усіх часів, а «Stairway to Heaven» (укр. «Сходи до небес») стала гімном рок-музики. Існує легенда, що якась американська радіостанція кільканадцять діб передавала в ефір саме цю пісню, одразу ж після виходу альбому. Четвертий альбом  Led Zeppelin — найуспішніша хардрокова платівка в історії. Вона посідає 4-те місце в списку альбомів-бестселерів усіх часів; станом на 2006 рік лише в США було продано більш як 23 млн примірників (кружало 23 рази стало там платиновим), по всьому ж світі купили 37 мільйонів копій. Три пісні, записані під час сесії («Down by the Seaside» «Night Flight» «Boogie With Stu»), були розміщені тільки на «Physical Graffiti».
Випуску альбому передували американські гастролі, що стартували в серпні 1971 року. Після короткого відпочинку на Гаваях, у вересні «Дирижаблі» вперше відвідали Японію, де гурт дав п'ять виступів (зокрема, благодійний концерт у Хіросімі), і повернулися до Великої Британії, звідки Плант та Пейдж вилетіли у туристський вояж країнами Азії (Таїланд, Індія, Гонконг). Після виходу альбому — наприкінці року — Пітер Ґрант організував підопічним тур невеличкими англійськими клубами, на подяку справжнім фанатам. Однак, ця ідея не втілилась повністю, оскільки гурт усюди опинявся в центрі масової істерії, яка нерідко переростала в заворушення.
На початку 1972 року Led Zeppelin гайнули в новий тур до Австралії та Нової Зеландії. Заплановані дорогою виступи в Сінгапурі були скасовані, оскільки музикантів не пустили до країни через довге волосся. З червня по серпень тривало восьме турне Led Zeppelin Північною Америкою, де на музикантів чекали аншлаги. До цього часу Пітер Ґрант добився від антрепренерів відчислень на рівні 90 % доходів від продажу квитків: цю «формулу», доти нечувану, згодом узяли на озброєння багато відомих гуртів. Потім, у жовтні, вони знову прилетіли до «Країни вранішнього сонця», у листопаді була ще одна серія концертів у Великій Британії. У березні 1973-го промчали Європою: Данія, Швеція, Німеччина, Австрія і Франція.

## «Найвизначніший гурт світу»

### Houses of the Holy
Ще по завершенні свого південно-азійського та австралійського турне (під час якого Пейдж і Плант зробили кілька експериментальних записів із Бомбейським симфонічним оркестром) у квітні 1972 року, гурт почав роботу на п'ятим альбомом. Студійною базою став маєток Міка Джаґґера Старгроув. Загальний легковажний настрій (про який згадував, зокрема, звукорежисер Едді Крамер) позначився на якості перших записів, і їх довелося переробляти у студіях Лондона та Нью-Йорка. Цей альбом став стилістичним переломом гурту. Рифи Пейджа стали накладуватися, було помітно вплив блюзу в перших альбомах.
«Houses of the Holy» відкривається піснями «The Song Remains the Same» (слухатиⓘ) та «The Rain Song» (слухатиⓘ). Причому друга є своєрідним продовженням першої. У них чітко помітно, що Плант значно зменшив містичні та фантазійні елементи в текстах. Обидві виконані дивовижною гітарою Gibson EDS-1275. На цій платівці з'явилися стилі, які гурт раніше ніколи не використовував. Наприклад, мелодія «D'yer Mak'er» (слухатиⓘ) заснована на регі. «No Quarter» (слухатиⓘ) становила собою суміш усіх основних стилів музикантів, мала багато клавішних партій. Ця пісня знову нагадала слухачам про зацікавленість гурту міфологією: у ній згадується Тор, хоча деякі схильні вважати її текстом про нічну діяльність гестапо. «The Crunge» (слухатиⓘ) — це фанк, у якому гурт віддає належне Джеймсу Брауну. Завершує альбом пісня «The Ocean», (слухатиⓘ) яка присвячена «океану» фанатів Led Zeppelin, які «наводнювали» його концерти.

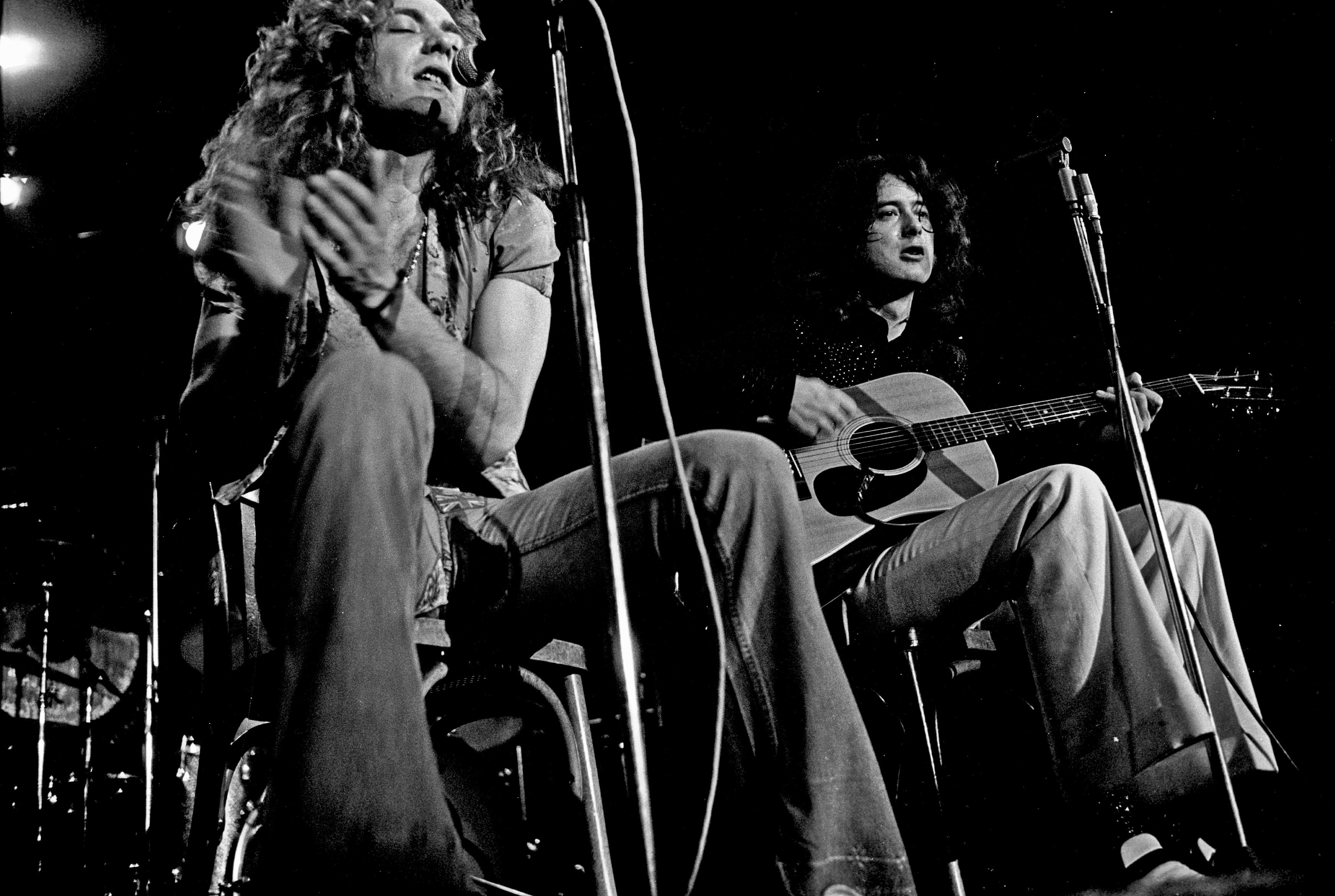
Роберт Плант і Джиммі Пейдж на акустичному концерті в Гамбурдзі, Березень 1973 року

Обкладинка альбому спричинила величезний скандал. Саме через неї альбом заборонили на кілька років в Іспанії, а також у південних американських штатах, які належать до «біблійного поясу». Її оформлено за романом Артура Кларка «Кінець дитинства» (включає кілька оголених дітей, але не повністю і це нагадує людство у загальній формі). Обкладинка є колажем кількох світлин Giant's Causeway (укр. Дорога Гіганта), що розташована в північноірландському графстві Антрім. Цими сходами діти повзуть угору до невидимого ідола на вершині. Моделями виступили всього дві дитини. Зроблений дизайнером Обрі Павелом із Hipgnosis (на їхньому рахунку обкладинки всіх альбомів Pink Floyd). За це оформлення гурт вів боротьбу з лейблом майже рік. Проте, це не завадило обкладинці посісти 6 позицію в рейтинґу 50 найкращих обкладинок альбомів у 2003 році.
Сама пісня «Houses of the Holy» до альбому не ввійшла, так само як і «Walter's Walk», «The Rover» та «Black Country Woman». Альбом посів 149 місце у списку 500 найкращих альбомів усіх часів.
Критики зустріли альбом украй жорстко, однак це не перешкодило його переможній ході вершинами хіт-парадів Британії та США. Уже на початку американського турне гурт встановив абсолютний світовий рекорд за касовими зборами, який до того належав The Beatles. В Атланті, Джорджія, Led Zeppelin отримали 250 тис. доларів за один концерт. Виступи в Тампі та Атланті зібрали понад 50 000 глядачів. Виступ у липні 1973 року покладено в основу фільму «The Song Remains the Same», який випустили 1976 року. За Led Zeppelin уже закріпилася репутація «концертного гурту». Вони приносили із собою на сцену величезну кількість снаги, свій темперамент, улаштовували шоу тривалістю 3—4 години. Музиканти легко змінювали напрямок своїх мелодій: розтягували на 45 хвилин «Dazed and Confused» або «Whole Lotta Love», які переходили у мелодійні пісні типу «The Rain Song». Цей тріумф у Нью-Йорку зіпсувало викрадення 200 тис. доларів із сейфу музикантів.
Увесь 1974 рік Led Zeppelin відпочивали від музики. Більшість часу вони присвятили наведенню ладу у своєму власному лейблі Swan Song (укр. Лебедина пісня, названий як інструментальна композиція Пейджа, яку він так і не завершив). Там же і відбувались записи всіх наступних альбомів. Також на Swan Song Records записувалися такі виконавці як Дейв Едмундс, Меґґі Белл, Detective, Midnight Flyer, Bad Company та The Pretty Things.

### Physical Graffiti
Першим альбомом, який був записаний на власному лейблі гурту Swan Song, став подвійний «Physical Graffiti». Він вийшов 24 лютого 1975 року. На той час гурт повноправно володів званням «найкращого у світі», як за продажем платівок, так і за концертними осягами, тож мав необмежений час для студійної роботи.
Запис почався у лютому 1974 року у Гейдлі Ґрейндж, тому самому, де записано Led Zeppelin IV. Музиканти записали 52 хвилини композицій. Це означало, що для одинарного альбому цього багато, а для подвійного — мало. Тому було вирішено взяти пісні, які не ввійшли до попередніх альбомів. Таким чином, гурт отримав достатньо матеріалу і випустив подвійний альбом, який містив кілька хітів, а сам посідає 70 місце в списку 500 найкращих альбомів усіх часів.
Оригінальний конверт мав віконця-дірочки будівлі, зображені на самій обкладинці. Оскільки «рукава» для самих платівок були з обох сторін, то різні об'єкти й люди з'являлися у цих віконцях, включно з самими учасниками гурту. Такий ефект став найдорожчим за всю історію року. Споруда, яка зображена на обкладинці перебуває в Нью-Йорку.
Альбом відбив усі стилі, які гурт використовував. Так, наприклад, перша пісня «Custard Pie» (слухатиⓘ) — блюз-рокова композиція, яка за виконанням схожа на перший хіт гурту — «Whole Lotta Love». «The Rover» (слухатиⓘ) був записаний для «Houses of the Holy», проте ввійшов саме до цього альбому. Головна риса цієї пісні — особливий риф Пейджа та початковий біт Бонема. Трек «In My Time of Dying» (слухатиⓘ) став найдовшою альбомною роботою гурту. Його тривалість 11 хвилин і 5 секунд. Окремий вплив на музикантів справила версія Боба Ділана. Саме в цій пісні Джиммі показав свій «маніакальний» стиль гри на слайд-гітарі (ковзати предметом по струнах, щоб отримати незвичайний звук). «Houses of the Holly» (слухатиⓘ) взято з попереднього однойменного альбому. У ній дуже помітний бас Джонса. Слова пісні часто використовувалися в концертних імпровізаціях, проте саму пісню ніколи не виконували вживу. «Trampled Under Foot» (слухатиⓘ) стала однією з найпопулярніших пісень. Це суміш фанку, року, блюзу та ще кількох стилів. Такий жанр назвали «тераплейн блюз» (англ. Terraplane Blues). Тераплейн — це класична машина. У самій же пісні деталі машин використані як метафори сексу. Композиція «Kashmir» (слухатиⓘ) стала найунікальнішою, екзотичною, піснею з усього репертуару гурту. Вона написана під впливом азійського турне та подорожі Пейджа до Північної Африки. Вона стала ще одним прикладом еклектики музикантів: поєднання хеві-метала, блюзу, індійських та арабських мотивів. Записуючи її, Джимі проявив себе як вправний ситарист.
Як мелодійний клавішник проявив себе Джон Пол Джонс. Його чудова гра на органі прикрасила восьмихвилинну «In the Light» (слухатиⓘ). Були в альбомі пісні, які записувалися ще на початку 70-х. Так, серед них, «Bron-Yr-Aur» та «Down By The Seaside» повертають слухача у часи напівакустичного Led Zeppelin III. «Ten Years Gone» (слухатиⓘ) збудована на контрастах і, будучи своєрідною пізньою «Stairway to Heaven», стала класикою музикантів. Дехто вважає, що «Ten Years Gone» — це початок «Swan Song», яку Джиммі так і не завершив. «Night Flight» та «Boogie with Stu» записувалися у 1971 році для Led Zeppelin IV. Ефектним завершенням альбому є «Sick Again» (слухатиⓘ), яка показує те, як сильно можуть «дійняти» гурт дівчата-фанатки, які під той час просто переслідували музикантів.
Попередні замовлення на платівку складали суму в 15 мільйонів доларів. Не дивно, що альбом посів перші місця в хіт-парадах Британії та США. Альбом став чотири рази «платиновим».
29 березня 1975 року в списках «Білборду» з'явилися одразу ж усі шість альбомів гурту. Цей осяг досі не перевершений. Перед записом Джиммі Пейдж серйозно пошкодив середній палець на лівій руці. Як наслідок він мусів відмовитися від складної технічної роботи на гітарі майже на рік.
У травні 1975 року Led Zeppelin дали п'ять концертів у лондонському Ерлс-корті — нарешті гурт міг використати свої світлові та звукові ефекти в себе вдома, в Англії. Записи цих виступів вийшли у 2003 році на Led Zeppelin DVD і вважаються найкращими виступами гурту.
Проте, такий шалений успіх закінчився трагедією: Роберт Плант потрапив у дуже серйозну автокатастрофу на острові Родос, де відпочивав. Музикант зламав гомілку, і лікарі попереджали, що він може на все життя стати на милиці. Значно більше постраждала дружина співака, Морін Плант. Довгий час вона перебувала в критичному стані, проте, вчасне переливання крові врятувало її. Перед цим її «викрали» з грецької лікарні та швидко доставили до Лондона.

## Останні дні

### Presence
Попри серйозну травму, яку отримав Роберт Плант, він разом з іншими учасниками гурту працював над сьомим альбомом. Хоча він і приєднався до інших лише через півроку після аварії. Це була дуже важка робота для всього колективу: Плант записувався в інвалідному візку, а Джиммі Пейдж не виходив зі студії дві доби. Запис, який почався на голлівудській SIR, завершували в Мюнхені. Музиканти дуже поспішали, оскільки для роботи німецьку студію замовили Rolling Stones.
Presence вийшов 31 березня 1976 року та одразу очолив хіт-паради багатьох країн. Пейдж назвав альбом своїм улюбленим[джерело?]. Роберт Плант відзначив що альбом такий, який найбільше відповідає «Led Zeppelin». Критики спокійно поставилися до альбому та особливо відзначили десятихвилинну «Achiless Last Stand» (спогади Джиммі про Марокко), яка стала найважчою піснею за всю історію гурту. У ній Плант продемонстрував один із найкращих своїх вокальних виступів. За всю свою кар'єру «Achiless Last Stand» (слухатиⓘ) є найулюбленішою піснею гітариста гурту. Лірика треку «For Your Life» (слухатиⓘ) виражає відчуття Планта, коли він відлучився від року під час своєї травми. «Royal Orleans» (слухатиⓘ) має реальну основу. Це пісня про дивний випадок, який трапився з Джон Пол Джонсом у лос-анджелеському готелі «Royal Orleans» ще на початку 70-х. Найпопулярнішою піснею з альбому стала «Nobody's Fault But Mine» (слухатиⓘ). Більшість вважає, що вона розповідає про те, як у Джиммі «розквітала» звичка до вживання героїну. Ця пісня виконується на значно вищих октавах, а ніж всі інші пісні. «Candy Store Rock» (слухатиⓘ) — данина року 50-х років. Сам текст зібрано з пісень Елвіса Преслі. Потужною грою відзначився Джон Бонем. У «Hots on for Nowhere» (слухатиⓘ) Плант розповідає про своє розчарування у Пейджі та Ґранті. Остання пісня альбому «Tea for One» (слухатиⓘ) повертає слухача до самого початку існування гурту та відображує те, що гурт не забув про своє коріння: блюз. Пісня дуже схожа на «Since I've Been Loving You» з Led Zeppelin III.
На обкладинці зображено сім'ю, яка чекає на вечерю. Проте, на столі стоїть чудернацький предмет, «The Object». Люди так зацікавилися його формою, що навіть забули про їжу. Автори обкладинки розповідають, що назву альбомові дали вже після розробки дизайну.

Афіша виступу гурту в Окленді у липні 1977 року.

Проте, загальний успіх гурту зіпсували враження від фільму «The Song Remains the Same», який так і не отримав визнання. Ще гірше було Пейджу, який зіпсував свої стосунки з відомим режисером Кеннетом Енгером (він, до речі, також був палким прихильником Кроулі), який замовив гітаристові саундтрек до свого фільму «Lucifer Rising». За словами режисера, він отримав 23 хвилини чистої музики.
Навесні 1977 року Led Zeppelin почали своє мегатурне Північною Америкою. Концерт у Тампі було припинено через дуже сильний ураган, який призвів до масових правопорушень та арештів. Однак, виступ у Понтіаку (передмістя Детройта) зібрав рекордну кількість слухачів: 76 229. Цю подію, яка відбулася 30 квітня 1977 року, занесено до Книги рекордів Гінесса. Тоді ж учасники гурту (Пейдж, Плант і Джонс) здобули премію Ivor Novello («За видатні внески до розвитку музики»).
Кепський випадок стався в Окленді. 23 липня 1977 року Ґрант, Бонем та координатор служби безпеки Джон Біндон були заарештовані за побиття службовця, який (за версією ударника гурту) жорстоко повівся з сином Ґранта. 16 лютого 1978 року суд виніс усім трьом умовний термін покарання та штраф загальною сумою 2 мільйони доларів.
Хоча турне відбувалося фінансово успішно, водночас воно мало низку проблем. Його було припинено одразу після того, як помер п'ятирічний син Планта Карак від ускладнення після інфекційного захворювання кишки. Соліст упав у тяжку депресію та більше року відбув у селі. Його стан поступово покращувався після народження сина 21 січня 1979 року. Після цього Плант провів невеличке сольне турне клубами Британії, де виконував блюзові стандарти (щоб набрати форму). Тим часом Джон Бонем потрапив в аварію: він перекинувся на автомобілі та зламав 3 ребра.

### In Through the Out Door
У листопаді 1978 року гурт зібрався знову, цього разу в студії гурту ABBA Polar Studios у Стокгольмі, Швеція. Протягом трьох тижнів гурт записав свій восьмий, останній альбом. 20 серпня 1979 року під лейблом Swan Song вийшов альбом «In Through the Out Door». Це був перший альбом, де гурт активно використав клавішні інструменти.
Під час запису всі учасники, окрім Джона Пола Джонса мали серйозні проблеми із здоров'ям. Тому басист надав більшість матеріалу для створення платівки. Своєму завданню чудово давали раду ударні Бонема, підтримуючи чіткий ритмічний малюнок тонких клавіш Джонса. Клавішні відкрили перед Led Zeppelin нові змоги, які їм так і не вдалося розкрити.
Фанати гурту, а також критики неоднозначно зустріли альбом. Вони пов'язували такий різкий спад енергетики музикантів із надуживанням Джиммі героїном (він відчайдушно поборював свою залежність), а також алкоголізмом Джона Бонема. Більшість почала стверджувати, що це початок кінця Led Zeppelin. Проте, це не завадило альбомові стати платиновим у США протягом 2-х днів.
Відкриває альбом «In the Evening» (слухатиⓘ), яка стала класичною. Більшість роботи виконав Джон Пол Джонс, який зіграв клавішну та ударну партії (вступні). Тут же Джиммі використав скрипковий смичок для гри на гітарі. У створенні пісні «South Bound Saurez» (слухатиⓘ) Джиммі Пейдж участі не брав. Він дуже багато часу відбував із Бонемом, а працювали вони з пізнього вечора всю ніч до ранку. Композиція розповідає про регіон Суарез в Уругваї. «Fool in the Rain» (слухатиⓘ) написана в ритмах самби. Ця ідея прийшла до Джиммі під час чемпіонату світу з футболу в Аргентині у 1978 році. На те, що гурт не втратив почуття гумору вказує весела пісня «Hot Dog» (слухатиⓘ). У ній вокал Планта нагадує Елвіса. «Carouselambra» (слухатиⓘ) — майстерний приклад прогресивного року. Це друга за довжиною студійна пісня гурту. Виконана в доволі незвичній манері: гітара слугувала фоном, а синтезатор грав важку мелодію. Ще іншою класичною піснею альбому є «All My Love» (слухатиⓘ), яку Плант присвятив своєму синові Караку, що трагічно загинув у віці 5 років. Це друга пісня, у створенні якої Пейдж не брав участі. Останній трек — «I'm Gonna Crawl» (слухатиⓘ) — виконаний у стилі американського соул-блюзу кінця 60-х. Вона також частково присвячена синові Планта. Бонем відмітив цю пісню як найкращу вокальну роботу Роберта Планта.

Гурт в 1979 році. Зліва направо:Джон Пол Джонс, Роберт Плант, Джиммі Пейдж, Джон Бонем.

Цікавим явищем став конверт платівки. Він міститься у конверті з картону, на якому стоїть штамп із назвою колективу та альбому. У ньому міститься один із шести варіантів головного конверту: шість різних сцен у барі. Кожна з версій є поглядами шести різних людей, що перебувають у барі на одну людину — «Джона». У цій обкладинці багато цікавих моментів. Такий підхід є чисто маркетинговим. Справжній фанат-колекціонер не стримався б і придбав всі шість варіантів обкладинки, до того ж, кожна версія позначена літерами від «А» до «F».
Дуже несподіваним для преси став виступ гурту на фестивалі в Небворті (290 тисяч квитків розкупили за день). Усі помітили зміни у грі та поведінці Пейджа. Подальші успіхи пов'язані із звільненням гастрольного менеджера Річарда Коула.
У травні 1980 року гурт запланував європейське турне «LZ Over Europe 1980». Воно пройшло у червні — липні 1980 року у Німеччині, Нідерландах, Бельгії, Швейцарії та Австрії. На ньому роль лідера гурту взяв на себе Джон Пол Джонс, оскільки Пейдж виступав дуже нестабільно. Проте, найгірше почувався Джон Бонем, який після концертів іноді непритомнів.

## Смерть Джона Бонема

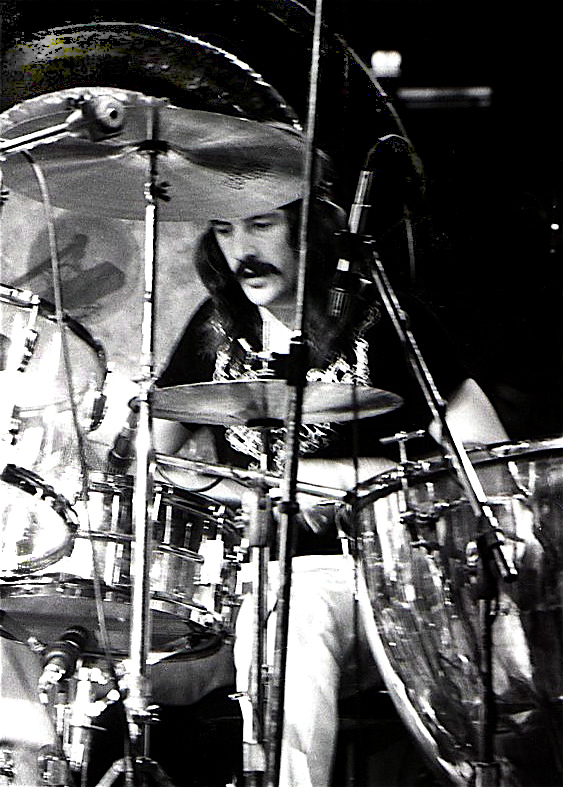
Джон Бонем на концерті 1975 року

Усі надії на майбутнє були зруйновані 25 вересня 1980 року, коли помер Джон Бонем. За день до цього, 24 вересня, асистент Рекс Кінг заїхав до Бонема додому, і відтак обидва рушили на репетицію до Bray Studios готуючись до прийдешнього американського турне. Дорогою вони зупинилися, щоб попоїсти. Барабанщик поснідав рулетом із шинкою, випивши при цьому близько 700 мл горілки (16 шотів). Затим музикант не розлучався з пляшкою ні в студії, де працював до пізнього вечора, ні в маєтку Пейджа The Old Mill House (Клюер, Віндзор), куди квартет завіявся на ночівлю (останнім часом, поборюючи героїнову залежність, він перебував у стані депресії й отримував розраду лише від спиртного).
Після опівночі Бонем знепритомнів і звалився на софу. Асистент Джиммі Рік Гоббз (англ. Rick Hobbs), допоміг його віднести нагору в спальню для гостей та вкласти в ліжко на бік. До середини наступного дня, коли Плант, Пейдж та Джонс уже збиралися від'їздити на чергову репетицію, Бонем так і не спустився. Тоді (13:45), Плант, гадаючи, що Бонем спить, відправив Бена ЛеФевра (який замінив Коула на посаді гастрольного менеджера) його розтермосити. ЛеФевр і Джонс піднялися в спальню й сахнулися: ударник лежав на спині в калюжі блювотиння.
Джонс викликав швидку, але Бонем був уже мертвий протягом кількох годин (пізніше встановили, що смерть настала рано-вранці внаслідок задухи, яка була спричинена попаданням блювотних мас до легень, і що напередодні він вицмолив близько 1,5 літра горілки (40 шотів). Усі геть були шоковані. Плант поїхав розраджувати дружину й дітей Бонзо. Джонс поїхав до своєї родини. І поки трагічна новина ширилась країною, Джиммі спостерігав за гуртом фанатів, які вели тихе вартування біля його будинку: ці прихильники цеппелінів ще не знали про те, що трапилося.
7 жовтня 1980 року вирок слідства був таким: смерть настала внаслідок нещасного випадку. Розтин не виявив в організмі загиблого наркотиків, так само як і не довів ще якихось причин трагедії. Тіло музиканта було кремоване. На церемонії, з-поміж інших, були присутні Пол Маккартні та Джефф Лінн. Прах поховали 10 жовтня 1980 року на цвинтарі парафіяльної церкви Рашок Періш у Дройтвічі (Вустершир), неподалік від ферми Бонзо. Біля надгробку встановили тарілку від його ударної установки. Йому було 32 роки.

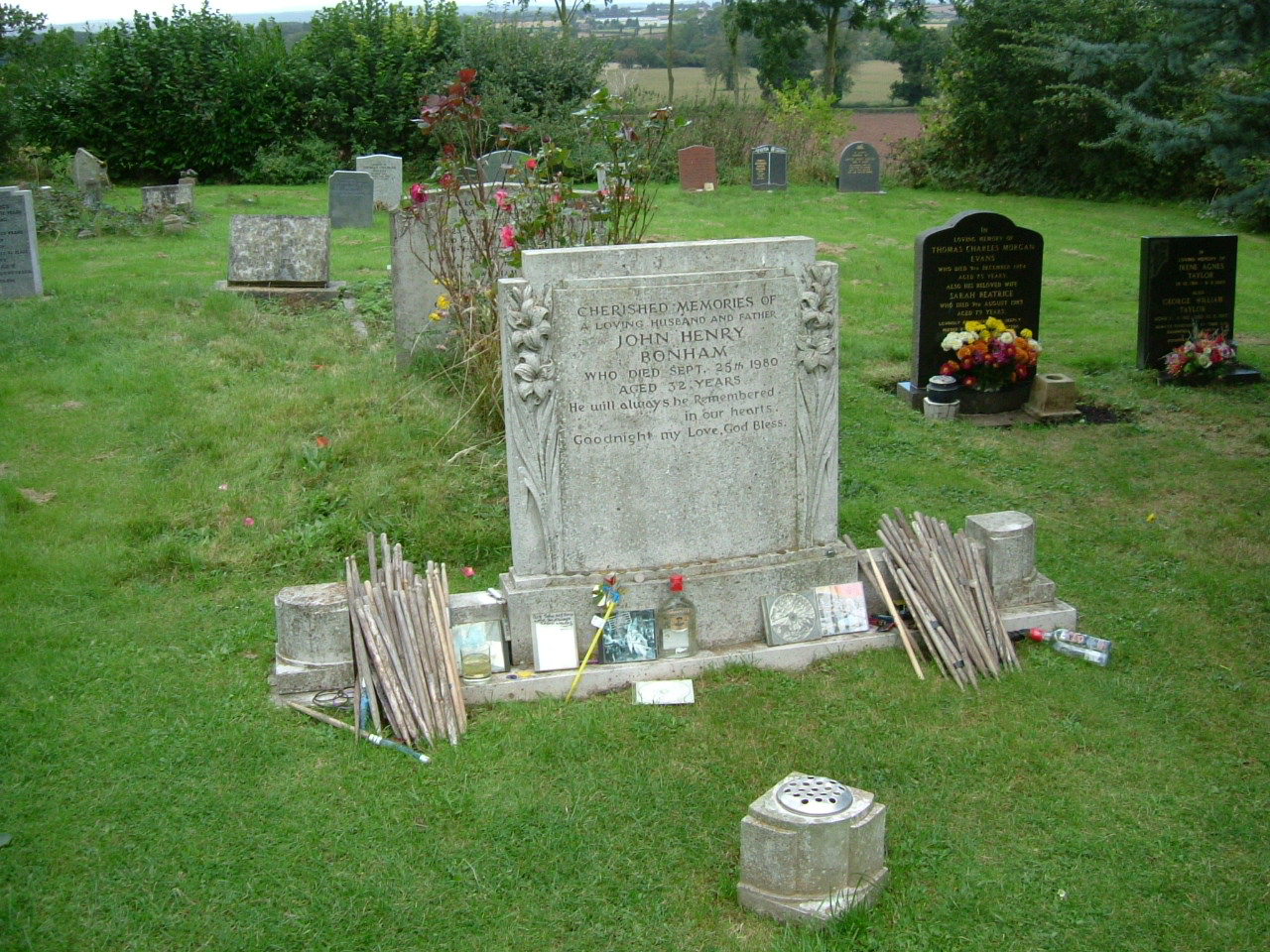
Могила Джона Бонема, вересень 2007 року.

Запланований Північноамериканський тур був скасований. Виникли чутки, що місце Бонема можуть посісти Нідерланди, Кармайн Епіс, Баррімор Барлоу, Саймон Кірк чи Бів Бівен, проте, вони швидко спростувалися.
Я не можу собі уявити, що я дивлюся на сцену, і бачу когось іншого за барабанами. Це було б несправедливо.
— відказував Джиммі. За два дні після поховання учасники гурту зібралися на острові Джерсі, звідки вилетіли до Лондона, де в готелі «Савой» на них чекав Пітер Ґрант. Рішення про розформування гурту було одностайним, адже Пейдж свого часу заявив: Led Zeppelin існуватиме допоки «один із нас не з'їсть дутля».
Ми хочемо, щоб усі знали, що втрата нашого друга й доглибна повага до його сім'ї, а також загублене відчуття колишньої цілісності та гармонії в гурті, привели нас до рішення про припинення існування гурту Led Zeppelin… ми у повній згоді та порозумінні з нашим менеджером дійшли висновку, що не можемо продовжувати своє існування як гурт.
— ішлося в офіційній заяві для преси, опублікованій 2 грудня 1980 року й підписаній просто: «Led Zeppelin».
Оскільки вже був підписаний контракт, що зобов'язував музикантів випустити новий альбом, а записувати нові пісні без Бонема не хотілося, було ухвалене рішення шукати в наявному доробку невикористаний матеріал для завершального лонґ-плею, до якого увійшли пісні, відкинені в попередні роки, а також деякі вже записані.
У наступні роки члени гурту вважали, що їм краще не зустрічатися. Тільки в рідкісних випадках вони були помічені разом на сцені. 2007-го Пейдж зізнався, що після смерті побратима він «не міг думати про Led Zeppelin упродовж п'ятнадцяти років. Але так само нестерпною для мене була думка про те, що це кінець».

### Coda

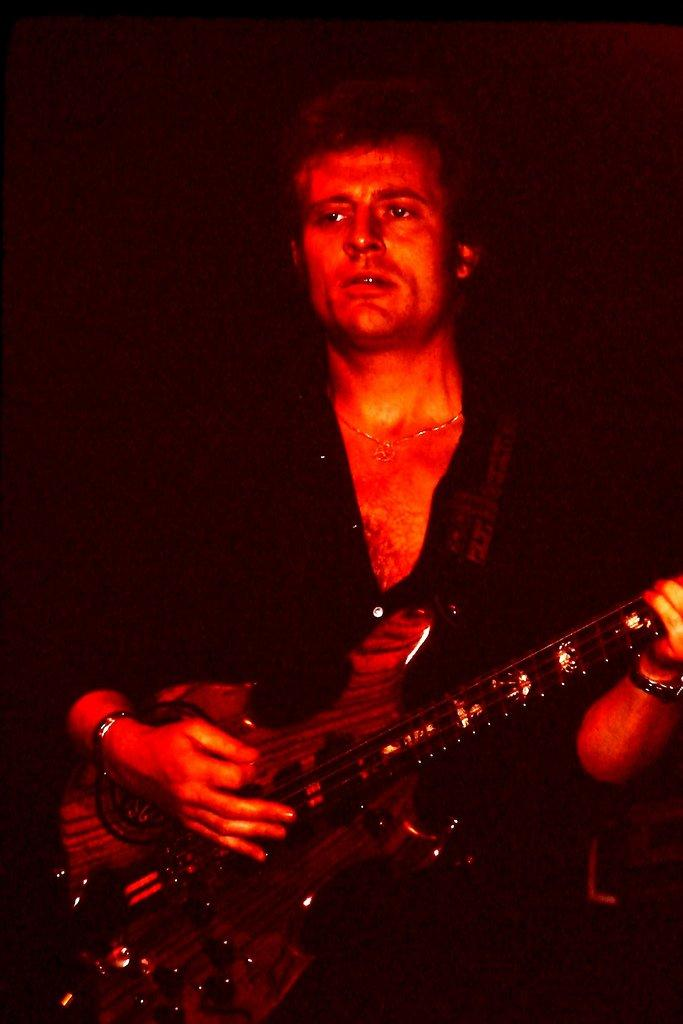
Джон Пол Джонс виступає зі своїм гуртом у німецькому Мангаймі в їхньому останньому турі 1980 року

Збірка пісень, яку випустили 19 листопада 1982 року троє учасників гурту дістала назву «Coda» (класичний термін, що означає останній додатковий розділ музичного твору). До неї ввійшли композиції, починаючи з 1969 року. Першою є «We're Gonna Groove», яка записувалася для Led Zeppelin II. «Poor Tom» був готовий для випуску ще у 1970 році для Led Zeppelin III. «I Can't Quit You Baby» взято з концерту в Роял Альберт Холлі (англ. Royal Albert Hall) 1970 року. «Walter's Walk» записували для Houses of the Holy. «Ozone Baby», «Darlene» та «Wearing and Tearing» записані під час сесії у Швеції для In Through the Out Door. «Bonzo's Montreux» — друге барабанне соло, яке записав Джон «Бонзо» Бонем у швейцарському Монтре в 1976 році. Готуючи альбом до випуску, Пейдж додав до цієї інструментальної п'єси електронні ефекти. Пізніше до колекції додали чотири треки: «Baby Come on Home», «Traveling Riverside Blues», «White Summer/Black Mountain Side» та «Hey Hey What Can I Do».

## Пост-Led Zeppelin
Після розпаду гурту решта його учасників розпочала сольну кар'єру. Джон Пол Джонс повернувся до продюсерської діяльності. Свій перший альбом Zooma він випустив лише 1999-го. Джиммі Пейдж перед початком роботи над альбомом «Coda» записав саундтрек до фільму «Жага смерті 2». У тому ж 1982 році Роберт Плант випустив свій перший сольний альбом «Pictures at Eleven». Критики зустріли його тепло. Узагалі, з усіх членів гурту найуспішнішою є діяльність саме вокаліста. Джиммі часто змінював гурти, брав участь у благодійних концертах. 1984 року Пейдж і Плант зустрілися в складі спонтанно створеного гурту The Honeydrippers, який записав однойменний мініальбом. Опісля Пейдж (разом із Полом Роджерсом (Free, Bad Company) й Крісом Слейдом (екс-Uriah Heep) зорганізував The Firm, супергурт, що випустив два альбоми (The Firm 1985-го і Mean Business 1986-го).
13 липня 1985 року цеппеліни взяли участь у благодійному концерті Live Aid у Філадельфії з ударниками Тоні Томпсоном та Філом Коллінзом. Коллінз продовжив свою роботу з Плантом і записав перші два сольні альбоми вокаліста. Пейдж описав це об'єднання як «чудовий хаос». Утім, пізніше, у 2004 році, коли вийшов DVD з матеріалами концерту, колишні учасники Led Zeppelin, незадоволені своїм виступом, не дозволили розмістити його запис, оскільки це не відповідало рівню гурту. Проте, щоб показати свою підтримку, Пейдж і Плант передали Live Aid усі кошти з продажу свого «Page and Plant DVD» проєкту. Водночас Джон Пол Джонс перерахував гроші для Live Aid від свого виступу разом з Mutual Admiration Society у США.
У 1986 році Пейдж, Плант і Джон Пол Джонс із Томпсоном зібрались задля запису в англійському Баті, але цьому проєкту не судилось здійснитися через серйозну аварію, у яку потрапив ударник.
Троє учасників гурту зібралися знову на 40-річчя Atlantic Records у травні 1988 року. За ударну установки сів син Бонема — Джейсон. Цей виступ розкритикували за погану гру Пейджа.
23 жовтня 1990 року вийшов перший бокс-сет Led Zeppelin, який містив треки, що перезаписувалися під персональним наглядом Пейджа. До нього ввійшли чотири композиції, які раніше не видавалися (вони ввійшли до реконструйованого альбому Coda). У США синглом став «Travelling Riverside Blues».
У 1992 році вийшов трек-продовження «Immigrant Song» під назвою «Hey Hey What Can I Do», який одразу став синглом у США. Другий бокс-сет вийшов у 1993 році. Два бокс-сети містили всі відомі студійні записи гурту й кілька живих виступів. Тоді ж вийшов і Complete Studio Recordings, десятитомний бокс-сет.
У 1994 році колишніх учасників квартету запросили для участі в програмі MTV Unplugged. Там вони відіграли концерт тривалістю півтори години. У результаті постав альбом No Quarter: Jimmy Page and Robert Plant Unledded і рік потому відбулося шалене світове турне з Чарлі Джонсом (басистом із гурту Планта) та оркестром, який складався, переважно, з арабських музикантів. Саме в цей час з'явились серйозні проблеми у відносинах із Джонсом (останнього навіть не повідомили про проєкт на MTV). Конфлік сягнув апогею, коли на питання одного з репортерів, де їхній басист, Роберт відповів: «Ззовні, паркує автівку».

Гурт на церемонії включення до Зали слави рок-н-ролу. Зліва на право: Джиммі Пейдж, Джон Пол Джонс, Зой Бонем, Джейсон Бонем, Роберт Плант.

12 січня 1995 року Led Zeppelin включили до Зали слави рок-н-ролу. Зробили це вокаліст та гітарист гурту Aerosmith Стівен Тайлер та Джо Перрі. На церемонії були присутні Джейсон та Зой Бонем, які представляли батька. Відносини з Джонсом були зіпсовані остаточно, коли той не без іронії заявив: «Спасибі, друзяки, що нарешті згадали мій телефонний номер». І тоді всі помітили погляди Пейджа і Планта на свого басиста. Після вручення нагороди музиканти зіграли невеличкий концерт із Тайлером та Перрі (на барабани покликали Джейсона Бонема) й Нейлом Янґом та Майклом Лі, який замінив Джейсона.
29 серпня 1997 року Atlantic Records випустила синглову версію «Whole Lotta Love» у США та Британії. Це був єдиний синґл-CD, який гурт випустив на Батьківщині. До цього диску ввійшли такі пісні як «Baby Come on Home» and «Travelling Riverside Blues». Він посів 21 позицію. 11 листопада 1997 року вийшов у світ Led Zeppelin BBC Sessions, перший альбом гурту за 15 років. Дводисковий альбом містив переважно студійні записи гурту, які спеціально виконувалися для BBC.
У цей час лідери гурту завжди були на зв'язку. Дует Пейдж та Плант був успішним. 1998 року він випустив альбом «Walking Into Clarksdale». Пісня «Most High» отримала «Греммі», як найкраща рок-пісня року. На підтримку нового матеріалу пройшло світове турне «Walking Into Everywhere».
29 листопада 1999 року RIAA (Recording Industry Association of America) заявила, що гурт став третім за всю історію музики, який має чотири чи більше Діамантових альбомів (продано понад 10 мільйонів примірників).
У 2002 році покращилися стосунки з Джонсом. Тоді ж британські ЗМІ повідомили про те, що можна очікувати на реюніон гурту.
Протягом 2003 року гурт випустив «живий» альбом How the West Was Won та дводисковий Led Zeppelin DVD, який містив записи виступів гурту у різні роки. За рік було продано 520 000 копій DVD.
Журнал Rolling Stone у своєму випуску 2005 року «100 найкращих виконавців всіх часів» надав Led Zeppelin 14-ту позицію. У листопаді того ж 2005 року Led Zeppelin та російський диригент Валерій Гергієв здобули премію Polar Music Prize. Король Швеції вручив Пейджу, Планту, Джонсу та доньці Бонема нагороди в Стокгольмі в травні 2006 року.
У листопаді 2006 року Led Zeppelin потрапили до британської Зали музичної слави. Телевізійна версія складалася з короткого вступу, виступів відомих фанатів, вручення премії Джимові Пейджу та його промови. Після цього гурт Wolfmother зіграв оду Led Zeppelin, а самі «дирижаблі» виконали один із своїх перших хітів «Communication Breakdown».

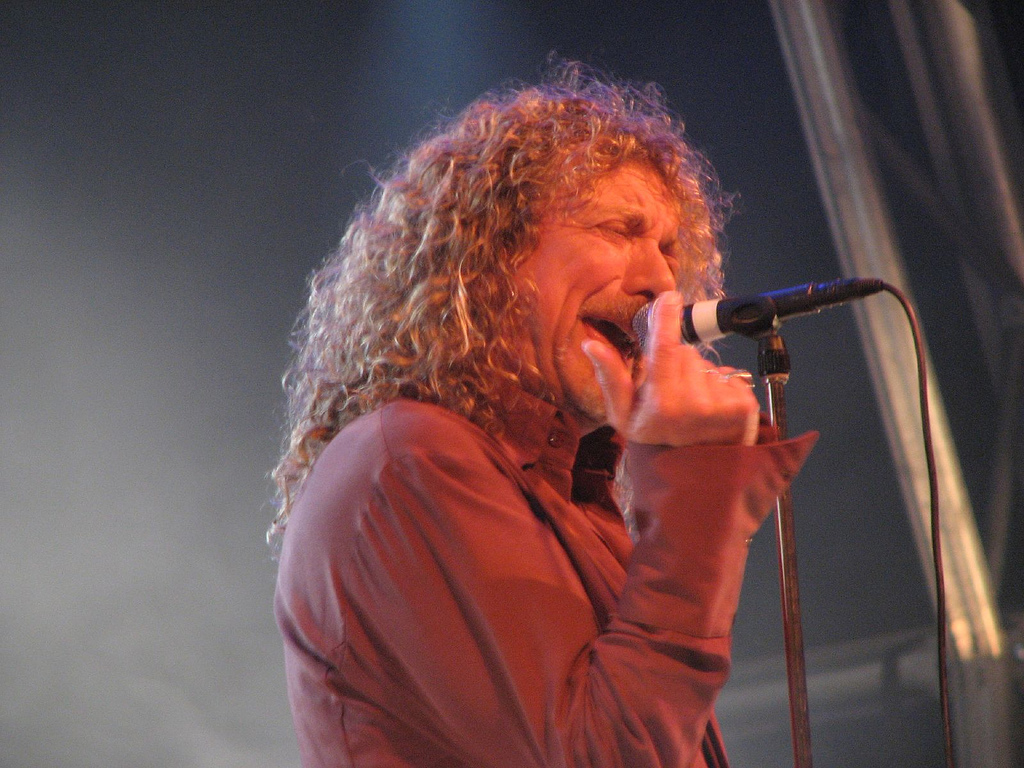
Роберт Плант на Green Man Festival 2007 року

27 липня 2007 року Atlantic/Rhino, та Warner Home Video проголосили вихід трьох нових дисків. Першим став «Mothership», який вийшов 13 листопада 2007 року. Це збірка з 24 найкращих пісень гурту. Також завершено роботу над саундтреком для фільму The Song Remains the Same 20 листопада, і вийшов новий DVD.
15 жовтня 2007 року з'явилася стаття, яка вказувала на те, що Led Zeppelin укладе серію контрактів, які зроблять їхні пісні приступними у цифровому форматі, передовсім як рінґтони, та цифрове завантаження треків усіх восьми студійних альбомів та всього нового матеріалу. Усе це приступне почерез Verizon Wireless (одна з найбільший американських телерадіокомпаній) та iTunes.
3 листопада 2007 газета Daily Mirror заявила, що має світові права на шість невиданих треків через свій сайт. 8 листопада радіо XM Satellite Radio запустило XM LED, мережу, яка стала першою, що присвячена якомусь виконавцю. 13 листопада гурт завершив роботу над розміщенням свого матеріалу в iTunes.

## Об'єднання 2007 року

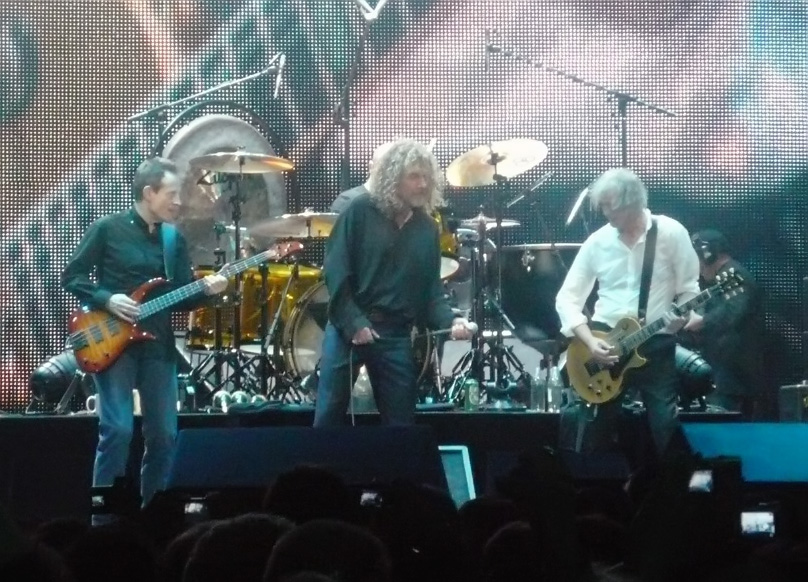
Led Zeppelin на Ahmet Ertegün Tribute Concert під час виконання «Whole Lotta Love».

За два місяці після смерті Ахмета Ертіґуна (14 грудня 2006 року), засновника Atlantic Records, удова покійного звернулася до Планта з проханням Led Zeppelin об'єднатись задля одного виступу, кошти від якого підуть до Ertegun's Education Fund, який займається фінансовим підтримом спудеїв-музикантів Британії, США й Туреччини. Ця ідея вже обговорювалася на нараді фонду, до якого входять Міка Ертіґун (вдова Ахмета), промоутер Гарві Ґолдсміт та Біл Кьорбішлі, менеджер Планта. Пізніше Ґолдсміт зізнався, що він бажав повторити успіх Боба Ґелдофа, який зміг об'єднати Pink Floyd для виступу у Live 8. Кьорбішлі знав, із якою повагою ставився Плант до Ахмета і вважав його «другом, певною мірою спільником». У травні 2007 року Плант пристав на пропозицію, і Кьорбішлі миттю зв'язався з Пітером Меншем та Річардом Чедвіксом — менеджерами, відповідно, Джиммі Пейджа та Джона Пола Джонса. Після цього до роботи залучили Джона Гадсона (юрист, якій вів усі справи про спадок Джона Бонема) та Джорджа Фірона, американського адвоката Led Zeppelin.
Тим часом у Нью-Йорку відбувся перший концерт пам'яті засновника Atlantic. У складі ансамблю рок-зірок виступив Джон Пол Джонс. Пейдж та Плант перебували в залі, проте, на прохання піднятися відповіли відмовою, чим зіпсували і без того крихкі стосунки з басистом. На щастя перемовини менеджерів виявилися більш ніж ефективними, і вже за три тижні троє колишніх учасників гурту зустрілися у лондонському готелі та домовилися про першу репетицію. За барабанну установку запросили Джейсона Бонема.

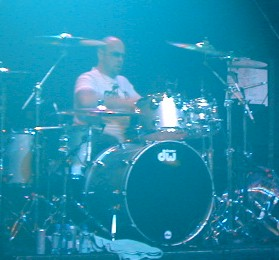
Джейсон Бонем

Син «Бонзо» вже не вперше грав із Плантом і Пейджем та, за словами останнього, не лише гарно знав усі композиції «дирижаблів», а й усі концертні варіанти кожної пісні. Після двох серій репетицій у червні та вересні, місце проведення яких тримали в таємниці, стало ясно, що об'єднанню «монстрів» хардроку бути.
12 вересня 2007 року було зроблено офіційну заяву, що Джиммі Пейдж, Роберт Плант, Джон Пол Джонс та Джейсон Бонем об'єднуються задля виступу на благодійному концерті пам'яті Ахмета Ертіґуна, який відбудеться 26 листопада 2007 року у лондонській O2 Arena. На одній з останніх репетицій Джиммі зламав мізинець на лівій руці та не міг грати протягом двох тижнів. Через це концерт перенесли на 10 грудня.
Організатори виступу передбачили ажіотаж навколо виступу: гурт не виступав 19 років, та жодної звістки про майбутні виступи не було. Задля цього, а також задля протидії спекулянтам, квитки розігрувалися серед людей, що зареєструвалися на сайті Ahmettribute.com. У перші ж дні сервер не витримав перенавантаження та вийшов з ладу. Усього зареєструвалося понад мільйон осіб. Вартість квитка становила 125 англійських фунтів, або 250 американських доларів. Рекордною сумою, що її виклав мешканець шотландського Глазго Кенет Донел за два квитки, стали 83 000 фунтів (приблизно 170 000 доларів). Придбати можна було не більше двох квитків в одні руки. При цьому про спекуляцію можна було не говорити: на квитку вказувалися персональні дані везунчика, які перевірялися на вході.
У листопаді проголосили, що в концерті візьме участь гітарист The Who Піт Тауншенд, колишній бас-гітарист Rolling Stones Білл Ваймен, Паоло Нутіні та гурт Foreigner. Прес-служба Rolling Stones спростувала відомості про виступ Міка Джаґґера та Чарлі Вотса.
Двогодинне шоу, яке влаштували Led Zeppelin 10 грудня здивувало увесь світ. Критики й огляди одностайно дали концертові щонайвищу оцінку. Окрім того, відзначили високий рівень гри Джейсона Бонема та Пейджа. Видання NME напише: «Те, що Led Zeppelin зробили цієї ночі доводить, що вони все ще можуть виступати на тому рівні, який забезпечив їм статус легенди. Залишається лише сподіватися, що це не останній раз, коли ми їх побачили». На концерті було чимало зірок та знаменитостей, серед них Дейв Ґрол (ударник гурту Nirvana), Девід Гілмор (Pink Floyd), Пол Маккартні, Мік Джаґґер, Мерілін Менсон, Чед Сміт (Red Hot Chili Peppers), Брайан Мей (Queen), брати Галахер з Oasis, участики Arctic Monkeys, Едж (U2), Бернард Самнер (New Order), Дейв Мастейн, Пітер Ґебріел, Річард Ешкрофт.
Джиммі Пейдж сподівався, що гурт почне роботу над новим матеріалом, та, можливо, попрацювавши, вийде у світове турне. Проте, Плант критично до цього поставився. 25 січня 2008 року в Токіо Пейдж презентував нову збірку Mothership. В інтерв'ю він заявив, що повністю готовий до світового турне, але остаточну відповідь зможе дати не раніше вересня, коли закінчиться сольний тур Планта. Усі сподівання на остаточну злуку гурту розбив Роберт Плант, який заявив, що відмовляється від світового турне через свою роботу з Елісон Краусс. На його думку возз'єднання не має сенсу, оскільки час гурту минув. За деякими даними всім учасникам гурту пропонували по 100 мільйонів доларів за турне, але Плант був непохитним.

## Ймовірний тур 2008—2009 років
Попри відмову Планта, інші учасники гурту мали намір провести світове турне. Так, на початку червня 2008 року Джиммі Пейдж та Джон Пол Джонс виступили разом із гуртом Foo Fighters на стадіоні Вемблі. Музиканти виконали пісні «Rock and Roll» та «Ramble On» разом із Дейвом Ґролом та Тейлором Гокінсом. Після концерту Пейдж заявив, що можливе турне відбудеться не раніше осені 2009 року, оскільки деякі члени колективу зайняті сольними проєктами.
У цей час Плант був зайнятий своїм успішним турне з Елісон Краусс. Їхній спільний альбом Raising Sand став платиновим у березні 2008 року. Пісні отримали кілька нагород, зокрема Греммі за композицію «Gone, Gone, Gone (Done Moved On)», сам альбом визнано найкращою роботою року за версією Американської музичної асоціації. Протягом своєї роботи з Краусс, Плант постійно уникав розмов щодо можливого турне Led Zeppelin.
На закритті літніх Олімпійських ігор у Пекіні Джиммі Пейдж виконав «Whole Lotta Love» разом із популярною британською співачкою Леоною Льюїс під час представлення Великої Британії. 26 серпня 2008 року вийшла стаття в газеті «Ґардіан», яка стверджувала, що Джон Пол Джонс, Джиммі Пейдж та Джейсон Бонем пишуть нові пісні. У зв'язку з цим виникло дуже багато чуток щодо нового туру Led Zeppelin, можливо, з новим вокалістом. 29 вересня Роберт Плант у своєму інтерв'ю відкинув будь-які варіанти співпраці із своїми колишніми колегами. Він назвав ідею відновлення культового рок-гурту смішною. Після завершення свого туру з Краусс 5 жовтня, Плант не планує жодних виступів протягом, щонайменше, двох років. Проте, екс-фронтмен гурту побажав своїм товаришам успіхів.
Після заяви Планта, офіційна, проте, іншу заяву щодо майбутнього туру Led Zeppelin, озвучили басист Джон Пол Джонс та промоутер Гарві Ґолдсміт. Наприкінці жовтня Джонс в інтерв'ю радіо BBC сказав, що він, Пейдж та Джейсон Бонем шукають нового вокаліста для туру. Він зазначив: «Ми слухаємо кількох вокалістів. Ми хочемо вирушити в тур. Це добра ідея, і ми хочемо наблизити цю подію». Наступного дня Ґолдсміт прокоментував перспективу майбутнього туру Led Zeppelin, поставивши під сумніви можливість та мудрість такого рішення. В інтерв'ю BBC News промоутер заявив: «Я думаю, що вони самостійно повинні висловлювати свої думки. На мій погляд, довге турне — не вихід для Led Zeppelin». Ґолдсміт також зазначив, що можливий проєкт Пейджа, Джонса та Бонема не носитиме назву Led Zeppelin. Представник Джиммі Пейджа пізніше потвердив цей факт, заявивши в інтерв'ю сайту журналу Rolling Stone, що спільний проєкт басиста Джонса, гітариста Пейджа та ударника Джейсона Бонема не називатиметься Led Zeppelin, оскільки в ньому не бере участь Роберт Плант.

7 січня 2009 року Rolling Stone заявив, що всі плани щодо можливого концерту колишніх учасників Led Zeppelin без Роберта Планта касуються. Менеджер Джиммі Пейджа Пітер Менш в інтерв'ю цьому музичному виданню сказав:
Led Zeppelin більше немає! Якщо ви не бачили їхнього виступу у грудні 2007-го, то у вас вже немає шансів.

## Перевидання альбомів Джиммі Пейджем (2014)

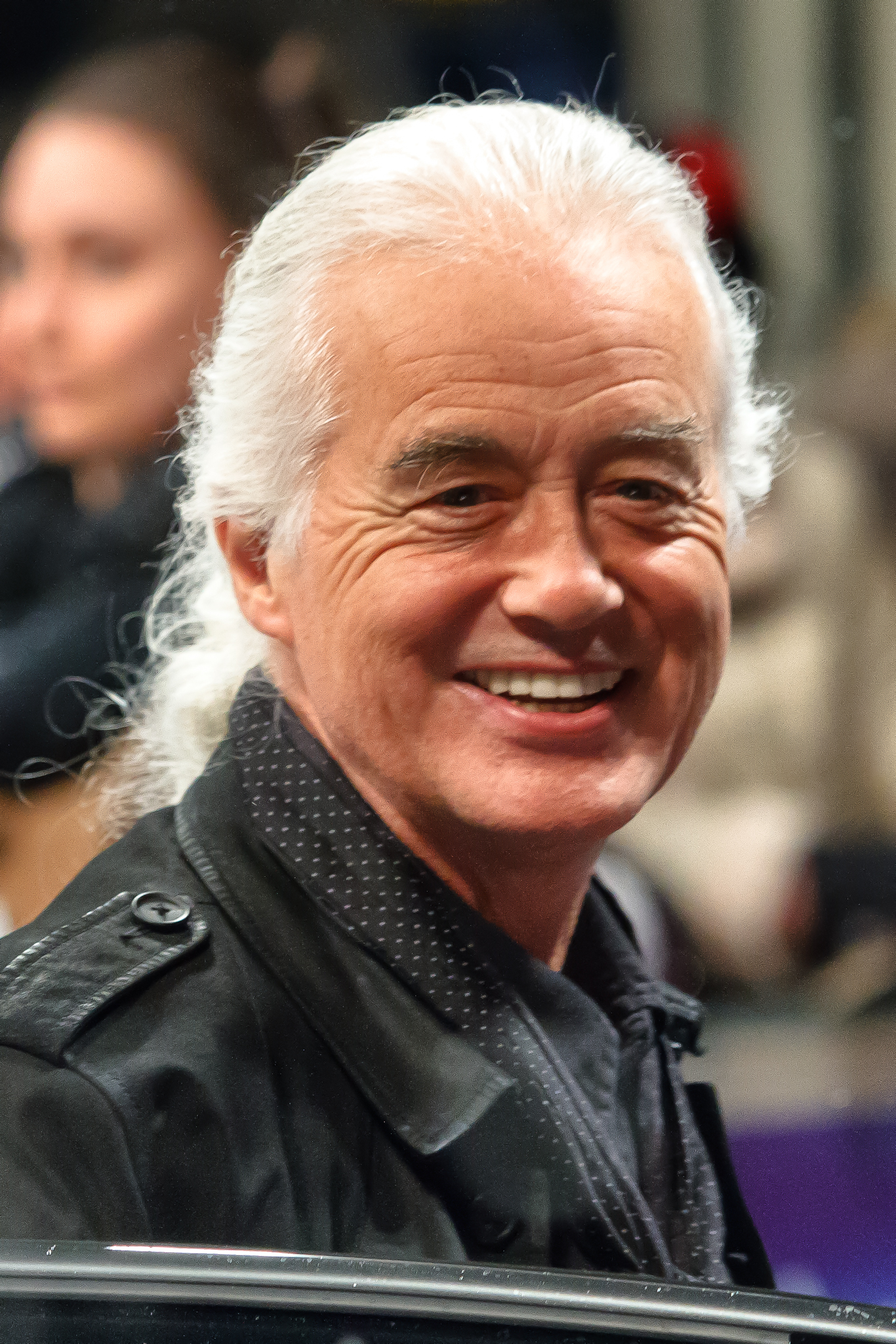
Джиммі Пейдж 2013 року

У 2014 році за особистого сприяння 70-річного гітариста гурту Джиммі Пейджа готується нове видання всіх дев'яти класичних альбомів четвірки. В інтерв'ю BBC News він заявив:
За два з половиною роки я розібрав, відслухав і розсортував сотні плівок із записами наших концертів і репетицій. Мені дуже не хочеться померти раніше, ніж я закінчу цю роботу, і залишити її комусь ще. Зрештою, хто краще за мене зможе розібратися в усьому цьому…
Як бонуси до цього перевидання класичних альбомів, увійдуть дві раніше невидані пісні — Keys to the Highway (запис 1970 року) і невідомий варіант Whole Lotta Love.

## Відгуки критиків
Led Zeppelin, гурт, який уже незабаром після розпаду набув статусу «класичного», новаторського й надвпливового, практично всі десять років свого існування був у стані конфронтації з музичною пресою, насамперед, американською. Що масовіший успіх мали концерти й релізи квартету, то непримиреннішою ставала позиція його критиків у першій половині 1970-х років.
Реакція рецензентів на перші гастролі квартету в США назагал була негативною. Так, після концерту гурту 26 грудня 1968 року в Денвері, штат Колорадо, репортер Томас Маккласкі, відзначивши віртуозність Пейджа і ґрунтовність Джонса, назвав невиразними вокал Планта й гру Бонема. Нищівну статтю помістив журнал Rolling Stone, який натякнув на певний «лиховісний ореол», що супроводжував гастролі Led Zeppelin країною.

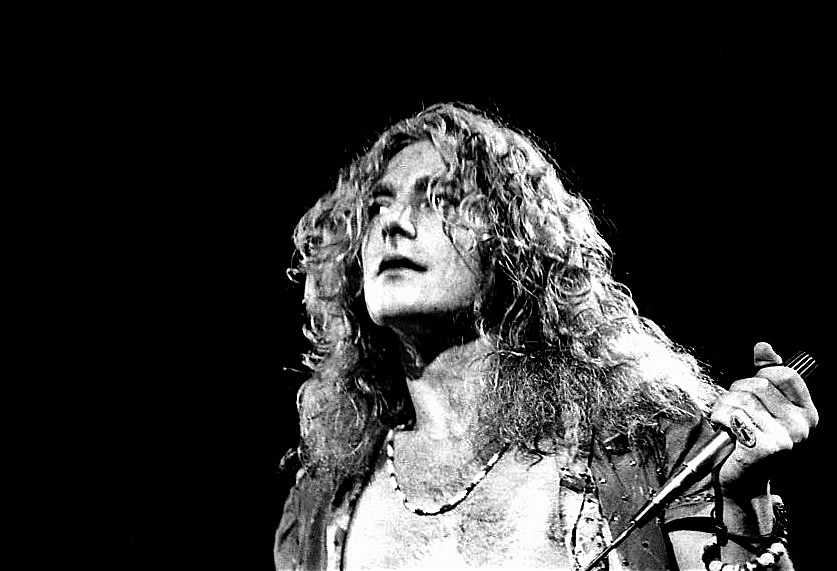
Роберт Плант у 1973 році

Перший альбом, що рекламувався на сторінках провідних тижневиків під шапкою «Led Zeppelin — єдиний спосіб літати», мав низькі оцінки. Оглядач Rolling Stone заявив, що гурт «не може запропонувати нічого, що б не сказали його двійники, Jeff Beck Group — три місяці тому, так само або ще краще». Плант тут назвали «розцяцькованим як Род Стюарт, але менш захопливим».
У Британії дебютний альбом прийняли краще, зокрема, він дістав високі оцінки від Melody Maker. В огляді під назвою «Тріумф Джиммі Пейджа: Led Zeppelin — це вершинний клас!» (англ. Jimmy Page triumphs — Led Zeppelin is a gas!): рецензент відмітив, що новачки не покладаються на банальні блюзові рифи і навіть коли послуговується ними, «звучить не так мляво, як більшість британських, так званих, блюзових гуртів». Рік потому, у Великій Британії, Led Zeppelin уже були оголошені гуртом № 1; Melody Maker у підсумкових списках поставив їх на перше місце в списку «Найкращий гурт світу», а Роберт Плант у тому ж списку став найкращим у категорії «Вокаліст року».
Проте, у США і другий альбом зустріли вороже: переважно рецензенти апелювали до «запозичень», намагаючись довести, що гурт неоригінальний і «обкрадає» чорних блюзменів. Хоча Led Zeppelin мали тотальний успіх, їхні концерти не рекламувалися. Бути шанувальником Led Zeppelin означало бути членом ексклюзивного клубу.
Джиммі Пейдж розповідав, що гурт не збентежило рознесення, яке їй влаштувала американська преса:
Лише з розпадом Led Zeppelin, нові покоління музичних критиків визнали, що гурт створив власне звучання та вкрай оригінальний стиль, який постійно розвивався, по-новому інтерпретувавши блюзову спадщину, чим тільки сприяли зростанню інтересу до неї. Фахівці визнали Led Zeppelin провідним гуртом першої хвилі хардроку, що відіграла засадничу роль у становленні жанру хеві-метал, відзначають видатну інструментальну майстерність учасників квартету, новаторський підхід до студійної роботи Пейджа, важливість стилістичних експериментів, що ними були захоплені музиканти. Музична преса поцінувала обширність впливу четвірки на розвиток року. «Практично будь-який хардрок- чи хеві-метал-гурт, що виходить на сцену, бодай щось запозичив у них, у звучанні або стилі», — писав у Rolling Stone 1988 року музичний критик Стів Понд.

### Звинувачення в плагіаті
Одразу ж після виходу альбому Led Zeppelin деякі американські таблоїди, зокрема, тижневик Rolling Stone, звинуватили гурт у плагіаті, який полягав у занадто вільному, на їхню думку, поводженні новачків із класикою блюзу. Ранній репертуар Led Zeppelin дійсно базувався на блюзових стандартах, і три з них — «You Shook Me», «I Can't Quit You Baby» (Віллі Діксона), а також «Babe I'm Gonna Leave You» — увійшли до дебютного альбому.

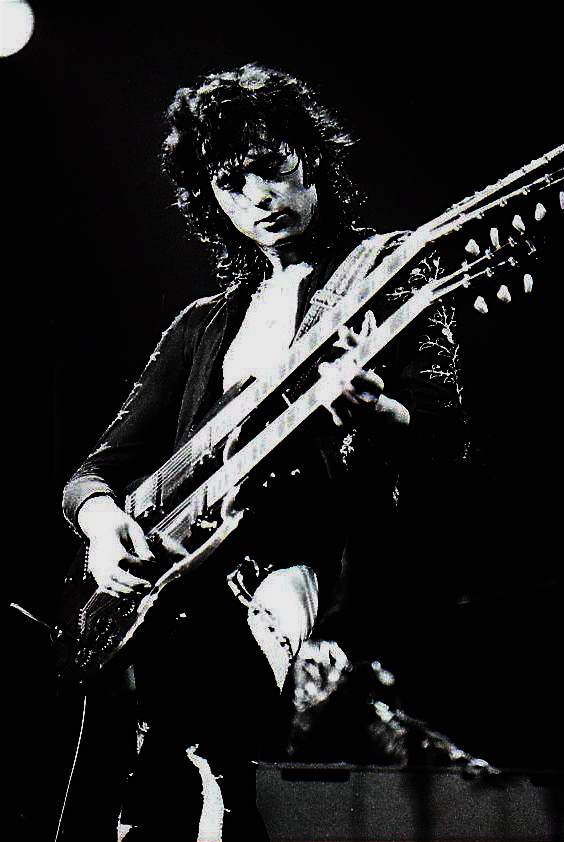
…Коли ми в Гедлі Ґрейндж записували Physical Graffiti, зайшов Ієн Стюарт, і ми почали імпровізувати. Джеммінґ перетворився на «Boogie With Stu». Вочевидь, то була варіація на тему «Ooh My Head» покійного Річі Валенса, яка водночас, була варіацією на тему «Ooh My Soul» Літтл Річарда. Ми мали намір лише допомогти матері Річі, бо чули, що вона не отримала грошей від хітів свого сина, тож Роберт дещо взяв із тексту <Валенса>. Що ж сталося натомість? Нас спробували засудити за цю пісню! Довелося послати їх подалі. (Сміх)
Джиммі Пейдж про «Boogie with Stu»

В інтерв'ю 1975 року Пейдж говорив про перший альбом:
«Babe I'm Gonna Leave You» була окремим випадком: Пейдж, який уперше почув пісню на пластівці Джоан Баез, гадав, що це адаптація народної балади. Згодом з'ясувалося, що пісня має автора (Енні Бредон, написав її в 1950-х роках), і помилку виправили. Проблема загострювалася ще й тією обставиною, що Джефф Бек, який до цього вже записав «You Shook Me» для свого альбому Truth, звинуватив Пейджа в крадіжці в нього основної ідеї. Окрім того, з Джоном Полом Джонсом і Кітом Муном Пейдж брав участь у записі в «Beck's Bolero» (яку, сам же й аранжував), — інструментальній композиції з альбому Truth. Пізніше на концертах він використовував її в джемі «How Many More Times»; усе це спричинило конфлікт між Пейджем та Беком, які змалечку були друзями.
Гітарист Led Zeppelin так формулював свої принципи в плані цього питання:
«…Річ у тому, що все це були народні тексти, і вони з'явились задовго до того, як народилися ті <блюзові> виконавці, з іменами яких сьогодні їх годиться асоціювати»,— додавав гітарист.
Після виходу альбому Led Zeppelin II суперечки про авторство поновилися. Вступ до «Bring It On Home» почерпнули з записаної в 1963 році версії Сонні Боя Вільямсона пісні Віллі Діксона з тією ж назвою. До «The Lemon Song» входив адаптований фрагмент «Killing Floor», пісні Хаулін Вульфа. У 1972 році Arc Music, видавниче крило Chess Records, позивалась до Led Zeppelin, звинувативши гурт у порушенні авторських прав. Справа було полагоджена поза судом, сума сплати не розголошувалася.
Опріч того, «Whole Lotta Love» містила частину тексту, запозичену з пісні Віллі Діксона 1962 року «You Need Love». 1985 року Діксон подав на Led Zeppelin до суду, справу полагодили приватним чином і відтоді ім'я Діксона міститься серед авторів.
На бік Джиммі Пейджа в цьому питанні став Роберт Палмер, авторитетний журналіст і дослідник історії блюзу, який стверджував: «У блюзі було звичною справою для виконавця — позичати куплети з сучасних йому джерел, як усних, так і записаних, додати власну мелодію і/або аранжування й проголосити пісню своєю власною».
Фахівець з фольклору Карл Ліндал називав такі фрагменти, що переходять із пісні до пісні, «плаваючою лірикою» (англ. floating lyrics), маючи на увазі — «…рядки, які у фолк-спільноті циркулювали так довго, що виконавцям, зануреним у традиційну музику, самі собою першими спадали на думку; їх невпинно переаранжовували, іноді несвідомо, щоб підігнати під свій стиль і естетику довколишнього середовища».
Згодом, Led Zeppelin змушені були ще раз сплатити поза судом грошову компенсацію за квазіплагіат (у цьому випадку — видавцям Річі Валенса). Поступово суперечки про авторство вщухли. Багато хто (разом із Кемероном Кроу) вважали такого типу напади частиною неоголошеної, скоординованої кампанії американських масмедія 1970-х років, спрямованої проти Led Zeppelin.

### Вплив Led Zeppelin

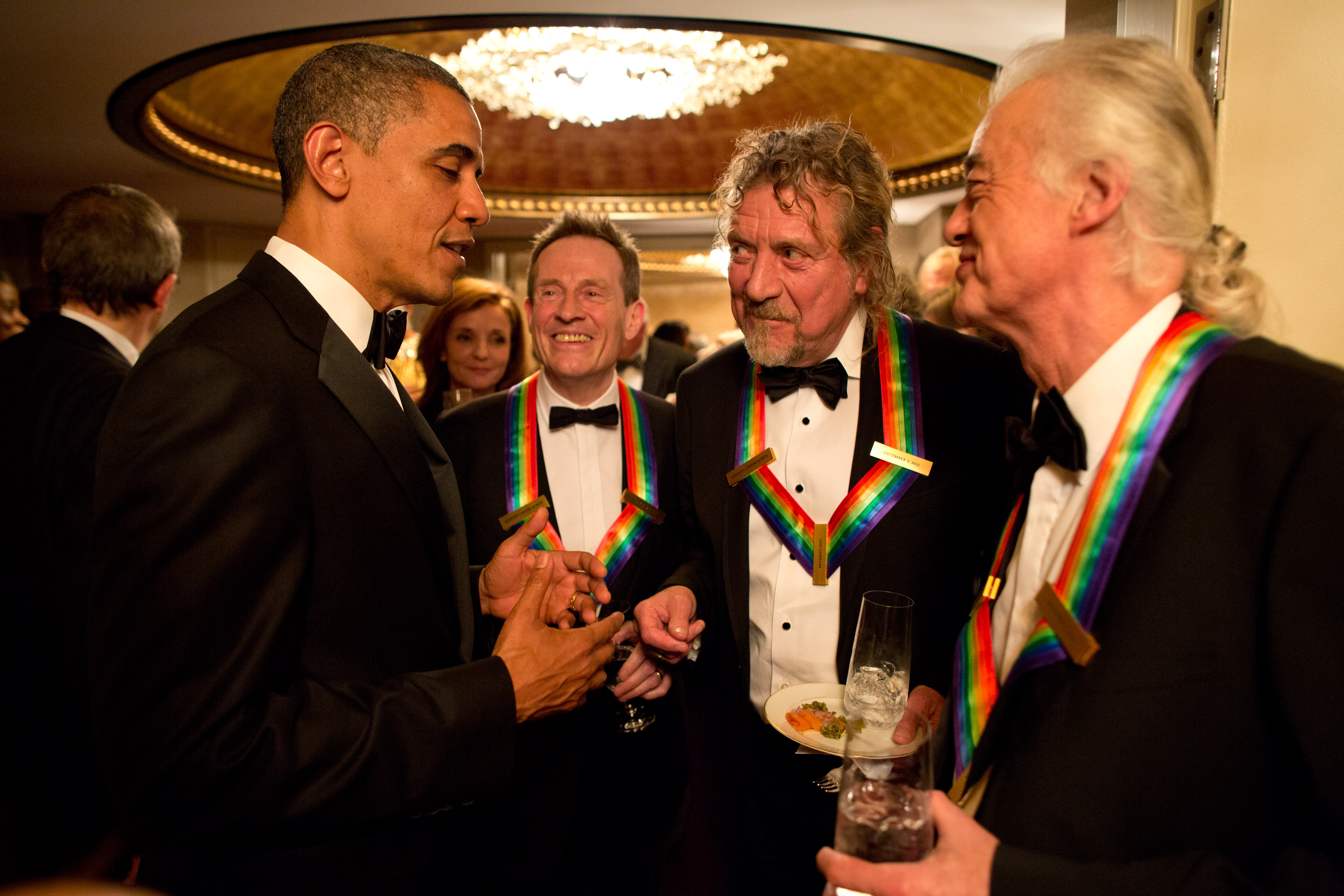
2012 року Led Zeppelin був нагороджений Президентом США Бараком Обамою Нагородою Кеннеді-центру

Led Zeppelin справили визначальний вплив на формування новітнього року, і чимало музикантів наступних поколінь говорили про гурт як про засадниче першоджерело їхньої творчості. Фронтмен Foo Fighters Дейв Ґрол в есе, написаному для часопису Rolling Stone (2004), зазначав: «Без Led Zeppelin не було б heavy metal, а коли б він і був, то був би паскудним».
Оззі Осборн розповідав, що коли вперше почув «Dazed and Confused», мав таке «відчуття, немов… світ зупинився». Ексвокаліст Black Sabbath говорив у 1990 році, що від Led Zeppelin у нього досі «мороз поза шкірою», згадуючи «неймовірну» серединну секцію «Whole Lotta Love». За словами Осборна, ранні альбоми гурту були відзначені фантастичною студійною роботою: «Схоже, ніхто нічого подібного зробити вже не намагається. Я рівного <цьому> точно не чув. <Зате> імітувати Zeppelin беруться багато хто».

Якнайдужчий ефект справили Led Zeppelin на Білла Келліхера, гітариста Mastodon.
Я подумав: вони що, у союзі з дияволом? Приносять у жертву незайманок?.. Мене вразило, наскільки вони звучали зловісно! Zeppelin — одне з головних джерел натхнення в моєму житті. Їхня здатність до еволюції, те як вони змінювались від альбому до альбому, завжди вражала мене. Вони були правдивими майстрами свого мистецтва; саме вони навчили мене <прагнути> набуття внутрішньої свободи.
— розповідав Деррик Грин (Sepultura). Про те, що музика Led Zeppelin має рідкісну властивість не набридати, говорив і Джастін Гокінс, фронтмен Darkness та Hot Leg: «Communication Breakdown — ринґтон мого телефону, а мелодія 'Good Times, Bad Times' будить мене зранку. Проблема в тому, що <коли я чую їх> у мене не виникає бажання ні відповідати на дзвінок, ні натиснути кнопку будильника».

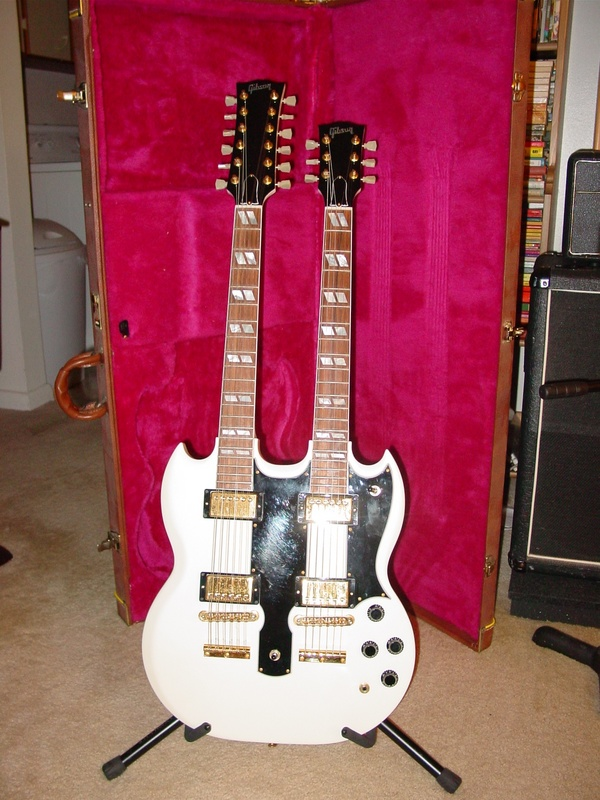
Двогрифова електрогітара Gibson EDS-1275, використана для концертних варіантів «Stairway to Heaven».

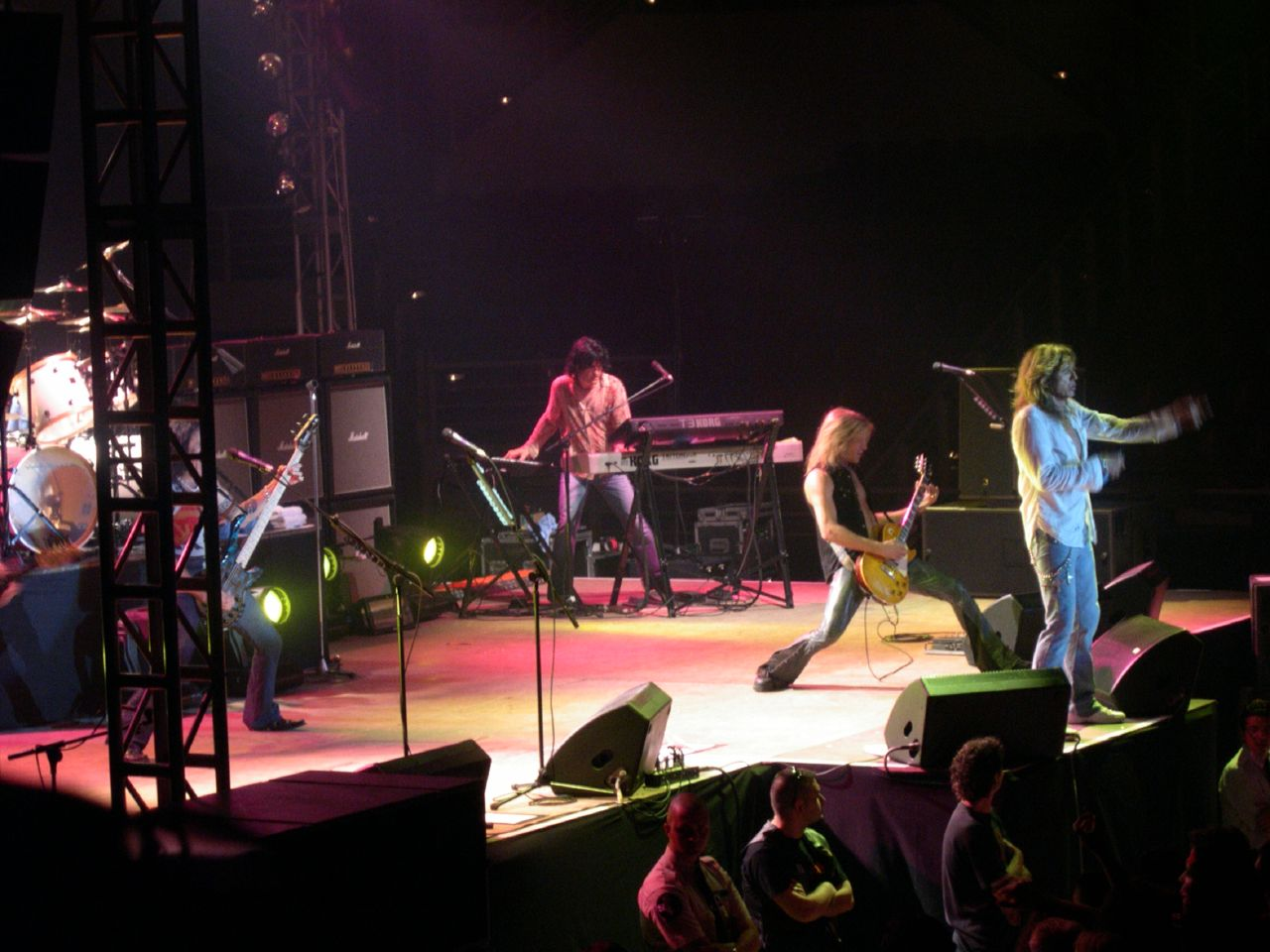
Whitesnake один із гуртів, що найбільше почерпнули в Led Zeppelin

Слеш, гітарист Guns N' Roses, називав Led Zeppelin «королями рок-н-рольного рифу» (своїми улюбленими визначаючи «Black Dog», «Out on the Tiles» и «Bring It on Home». «Вони викинули за облавок увесь <тодішній> збір законів… Ранні Led Zeppelin справили на наш гурт вирішальний вплив, я усвідомлюю це дедалі більше — по тому, як ми розвиваємось», — казав Джаред Лето, фронтмен Thirty Seconds to Mars. Корі Тейлор зі Slipknot вважає вокальне виконання в «Since I've Been Loving You» найліпшим за всі часи. «Led Zeppelin уперше внесли в масову свідомість ауру містицизму й відчуття небезпеки. Вони — взірець ідеального рок-гурту», — казав він.
Модерна рок-музика продовжувала зазнавати впливу Led Zeppelin і після його розпаду. «The New Rolling Stone Record Guide» відмічав, що сама вже «Whole Lotta Love» була відправною точкою для творчості таких гуртів, як Aerosmith, Guns N' Roses и Van Halen). Браян Мей, гітарист Queen, за його власними словами, «найбільший фанат Led Zeppelin у світі», розповідав, що саундчек завжди починає з «The Immigrant Song» — «просто заради того, щоб насолодитися величчю цих звуків». У колі тих, хто говорив про ґрунтування свого творчого світогляду на доробку четвірки, були Ієн Естбері (The Cult), що називав Led Zeppelin найвидатнішим британським концертним бендом і наголошував на ролі «містичної аури», що супроводжувала гурт. Так само вважають і Енн Вілсон із Heart, Kiss, Cheap Trick, Judas Priest, Metallica, Megadeth, The White Stripes, Торі Еймос, The Black Crowes, Еліс Купер, Кеті Мелуа та багато інших.

## Дискографія

### Студійні записи
- Led Zeppelin (LP, Atlantic Records, 12.01.1969) — 6-те місце у Великій Британії, 10-те місце у США (Billboard 200)
- Led Zeppelin II (LP, Atlantic Records, 22.10.1969) — 1-ше місце у Великій Британії та США
- Led Zeppelin III (LP, Atlantic Records, 05.10.1970) — 1-ше місце у Великій Британії та США
- Led Zeppelin IV (LP, Atlantic Records, 08.11.1971) — 1-ше місце у Великій Британії США, 2-ге місце в США
- Houses of the Holy (LP, Atlantic Records, 28.03.1973) — 1-ше місце у Великій Британії та США
- Physical Graffiti (2 LP, Swan Song, 24.02.1975) — 1-ше місце у Великій Британії та США
- Presence (LP, Swan Song, 31.03.1976) — 1-ше місце у Великій Британії та США
- In Through the Out Door (LP, Swan Song, 15.08.1979) — 1-ше місце у Великій Британії та США

### Інші
- The Song Remains the Same (концертний, 2 LP, Swan Song, 21.09.1976) — 1-ше місце у Великій Британії, 2-ге місце в США
- Coda (LP, Swan Song, 19.11.1982) — 4-те місце у Великій Британії, 6-те місце в США

## Найпопулярніші пісні
- «Dazed and Confused» (1968)
- «Communication Breakdown» (1968)
- «Whole Lotta Love» (1969)
- «Heartbreaker» (1969)
- «Ramble On» (1969)
- «Immigrant Song» (1970)
- «Black Dog» (1971)
- «Stairway to Heaven» (1971)
- «No Quater» (1973)
- «Trampled Under Foot» (1975)
- «Kashmir» (1975)
- «Achilles Last Stand» (1976)
- «Nobody's Fault But Mine» (1976)
- «In The Evening» (1979)
- «All My Love» (1979)

## Фільмографія
- The Song Remains The Same (1976) — відеозапис концерту в Еліс Купер.
- Led Zeppelin DVD (2 DVD, 2003) — збірник невиданих відеобутлегів та телезаписів концертів.